# 第二次世界大戦に関連する人物の一覧
第二次世界大戦に関連する人物の一覧（だいにじせかいたいせんにかんれんするじんぶつのいちらん）は、第二次世界大戦（太平洋戦争）に関連する各国の人物の一覧である。
- 並びは五十音順。
- 現役武官のまま内閣総理大臣となった人物は「政治指導者」に含めた。
- 「職業軍人」は応召により軍務に服した人物は含まない。階級は存命中もしくは終戦時の最高階級を示し、戦死後の進級は含まない。

## 日本

### 皇族
- 朝香宮鳩彦王 - 陸軍大将。終戦時には昭和天皇の名代として支那派遣軍へ赴いた
- 閑院宮春仁王 - 陸軍少将。終戦時には昭和天皇の名代として南方軍へ赴いた
- 竹田宮恒徳王 - 陸軍中佐。終戦時には昭和天皇の名代として関東軍へ赴いた
- 昭和天皇 - 大元帥。
- 高松宮宣仁親王 - 昭和天皇の弟。海軍大佐。和平を主張したとも、主戦派であったとも言われる
- 秩父宮雍仁親王 - 昭和天皇の弟。陸軍少将
- 梨本宮守正王 - 元帥陸軍大将。A級戦犯容疑者として拘置されるが釈放
- 東久邇宮稔彦王 - 陸軍大将。終戦直後の終戦内閣で内閣総理大臣
- 伏見宮博恭王 - 元帥海軍大将
- 三笠宮崇仁親王 - 昭和天皇の弟。陸軍少佐。東條内閣打倒計画を立てるが、過激な内容に躊躇し自ら憲兵隊に通報。未遂に終わった

### 政治指導者
- 天羽英二 - 外交官。駐伊大使。戦後A級戦犯指名
- 鮎川義介 - 日産コンツェルン創設者。満州国顧問、内閣顧問を兼務。戦犯容疑者
- 安倍源基 - 内務官僚。終戦時の内務大臣
- 阿部信行 - 元陸軍大将。1939年内閣総理大臣。朝鮮総督
- 有馬頼寧 - 大政翼賛会初代事務局長。A級戦犯容疑者として拘置されるが釈放
- 池田成彬 - 三井合名理事。第一次近衛内閣大蔵大臣、A級戦犯容疑者として拘置されるが釈放
- 石射猪太郎 - 外交官。東亜局長、駐ブラジル大使、駐ビルマ大使
- 大川周明 - 右翼思想家。五・一五事件などに関与。A級戦犯
- 大島浩 - 元陸軍中将。駐ドイツ大使。A級戦犯
- 岡田啓介 - 元海軍大将。1934年に内閣総理大臣。重臣として東條内閣倒閣と終戦工作に奔走
- 緒方竹虎 - 朝日新聞主筆。小磯内閣国務大臣、繆斌工作
- 賀屋興宣 - 大蔵官僚。東條内閣の大蔵大臣。A級戦犯
- 岸信介 - 農商務省の官僚。東條内閣の商工大臣
- 木戸幸一 - 農商務省の官僚。内大臣。東京裁判では「木戸日記」などを証拠として天皇免訴に動いた。A級戦犯
- 来栖三郎 - 外交官。駐米大使、駐独大使
- 小磯国昭 - 陸軍大将。東條英機の後継の内閣総理大臣。A級戦犯
- 後藤文夫 - 革新官僚。大政翼賛会副総裁、東條内閣国務大臣
- 近衛文麿 - 1937年、1940年、1941年内閣総理大臣。GHQによる逮捕を前に自殺
- 小日山直登 - 満鉄総裁。鈴木内閣運輸大臣
- 酒匂秀一 - 外交官。駐ポーランド大使
- 左近司政三 - 海軍中将。鈴木内閣国務大臣
- 笹川良一 - 民族主義活動家。A級戦犯容疑者
- 佐藤尚武 - 外交官。駐ソ連大使
- 島田叡 - 沖縄戦時の沖縄県知事
- 重光葵 - 外交官。東條内閣、小磯内閣で外務大臣。連合国への降伏文書調印で日本政府全権
- 下村宏 - 官僚、政治家。玉音放送の際の内閣情報局総裁
- 白鳥敏夫 - 外交官。駐イタリア大使。A級戦犯
- 末次信正 - 海軍大将。大政翼賛会中央協力会議議長、第一次近衛内閣内務大臣
- 須磨弥吉郎 - 外交官。スペイン公使、東機関開設、A級戦犯容疑者として拘置されるが釈放
- 鈴木貫太郎 - 元海軍大将。終戦時の内閣総理大臣
- 高野源進 - 原爆投下時の広島県知事
- 坪上貞二 - 外交官。駐泰大使
- 東郷茂徳 - 東條内閣で外務大臣兼拓務大臣。鈴木内閣で外務大臣兼大東亜大臣として終戦工作にあたる。A級戦犯として服役中に死去
- 東條英機 - 陸軍大将。太平洋戦争開戦時の内閣総理大臣。A級戦犯として絞首刑
- 頭山満 - 玄洋社社長。
- 徳富蘇峰 - 歴史家、評論家。大日本文学報国会会長
- 豊田貞次郎 - 海軍大将。鈴木内閣軍需相兼運輸通信相
- 中島知久平 - 中島飛行機社長、第一次近衛内閣鉄道大臣。A級戦犯指定を受けたが解除
- 中野正剛 - 衆議院議員。東條内閣の打倒を画策するが割腹自殺
- 野村吉三郎 - 海軍大将。外務大臣、戦前最後の駐米大使
- 橋本欣五郎 - 元陸軍大佐。衆議院議員。A級戦犯
- 平沼騏一郎 - 1939年内閣総理大臣。終戦時の枢密院議長。A級戦犯となるが仮釈放
- 広田弘毅 - 外交官。1936年内閣総理大臣。日独防共協定を締結。A級戦犯として文官として唯一の絞首刑
- 藤田尚徳 - 海軍大将。侍従長。
- 藤原銀次郎 - 王子製紙社長。東條内閣国務大臣、小磯内閣国務大臣
- 星野直樹 - 大蔵官僚。満州国国務院総務長官、企画院総裁、内閣書記官長など。A級戦犯となるも釈放
- 細川護貞 - 高松宮の御用掛となり終戦工作の一翼を担う。のちに「細川日記」を発表
- 松江春次 - 南洋興発社長。
- 松岡洋右 - 外交官。国際連盟脱退、日独伊三国同盟の締結、日ソ中立条約の締結などに関与。第2次近衛内閣で外務大臣
- 松嶋鹿夫 - 外交官。日独伊混合専門委員会委員、外務次官
- 松平恒雄 - 外交官。駐英大使、宮内大臣
- 村田省蔵 - 貴族院議員。駐比大使、フィリピン占領軍最高顧問。A級戦犯指定
- 吉田茂 - 外交官。早期終戦を計画する。後に内閣総理大臣
- 米内光政 - 元海軍大将。1940年内閣総理大臣。終戦時の海軍大臣

### 職業軍人

#### あ行
- 赤松貞明 - 海軍中尉。エースパイロット
- 秋草俊 - 陸軍少将。陸軍中野学校初代校長
- 浅野節 - 陸軍大尉。ハルビン特務機関麾下浅野部隊長
- 安達二十三 - 陸軍中将。第18軍司令官
- 穴吹智 - 陸軍曹長。エースパイロット
- 阿南惟幾 - 陸軍大将。終戦時の陸軍大臣
- 阿部勝雄 - 海軍中将。軍務局長、日独伊三国軍事同盟軍事専門委員
- 阿部弘毅 - 海軍中将。第8戦隊司令官など
- 阿部俊雄 - 海軍大佐。空母信濃の艦長
- 阿部規秀 - 陸軍中将。独立混成第2旅団長、黄土嶺の戦闘で戦死
- 有末精三 - 陸軍中将。参謀本部第2部長など
- 有馬正文 - 海軍少将。「翔鶴」艦長など
- 有賀幸作 - 海軍大佐。「大和」の最後の艦長
- 安藤利吉 - 陸軍大将。台湾軍司令官、第10方面軍司令官、台湾総督
- 飯田祥二郎 - 陸軍中将。第15軍司令官、中部軍司令官、第30軍司令官など
- 飯村穣 - 陸軍中将。総力戦研究所所長
- 井浦祥二郎 - 海軍大佐。軍令部作戦部、第六艦隊参謀、潜水艦作戦の立案など
- 池田末男 - 陸軍大佐。「戦車隊の神様」
- 石井秋穂 - 陸軍大佐。陸軍省軍務局高級課員。日米開戦前の政策を起案
- 石井四郎 - 陸軍軍医中将。関東軍防疫給水部（731部隊）部長
- 石川信吾 - 海軍少将。軍務局第二課長
- 伊集院松治 - 海軍少将。「金剛」艦長など
- 石原莞爾 - 陸軍中将。関東軍作戦主任参謀など。満州事変を主導
- 板倉光馬 - 海軍少佐。回天隊指揮官
- 板谷茂 - 海軍中佐。真珠湾攻撃の第一次攻撃隊制空隊指揮官
- 板垣征四郎 - 陸軍大将。関東軍参謀長、陸軍大臣、朝鮮軍司令官など
- 一木清直 - 陸軍大佐。「一木支隊」支隊長
- 市丸利之助 - 海軍少将。硫黄島守備隊の海軍側の指揮官
- 伊藤整一 - 海軍中将。軍令部次長、第2艦隊司令長官。「大和」で出撃し戦死
- 磯谷廉介 - 陸軍中将。関東軍参謀長、香港総督
- 稲垣生起 - 海軍少将。航空本部総務部長など
- 稲垣清 - 海軍兵曹長。「真珠湾の九軍神」の1人
- 井上成美 - 海軍大将。第4艦隊司令長官、米内海軍大臣の海軍次官として早期和平に向けて尽力
- 猪口敏平 - 海軍少将。戦艦武蔵艦長
- 今井武夫 - 陸軍少将。桐工作など日中和平工作に奔走
- 今村均 - 陸軍大将。第8方面軍司令官など
- 入佐俊家 - 海軍中佐。「大鳳」飛行長
- 岩畔豪雄 - 陸軍少将。日米開戦回避に奔走
- 岩淵三次 - 海軍少将。マニラ防衛を主張し市民を巻き添えにした
- 岩村清一 - 海軍中将。第2南遣艦隊司令長官など
- 岩本徹三 - 海軍中尉。エースパイロット
- 宇垣纏 - 海軍中将。連合艦隊参謀長、第5航空艦隊司令長官など。特攻作戦を指揮
- 牛島満 - 陸軍大将。沖縄戦の指揮官
- 後宮淳 - 陸軍大将。参謀次長、第3方面軍司令官など
- 内野信二 - 海軍大佐。「伊8」潜水艦長。遣独潜水艦作戦を完遂
- 梅津美治郎 - 陸軍大将。終戦時の参謀総長。A級戦犯
- 江草隆繁 - 海軍少佐。急降下爆撃機隊の指揮官
- 遠藤喜一 - 海軍中将。第1遣支艦隊司令長官、第9艦隊司令長官など
- 遠藤三郎 - 陸軍中将。軍需省航空兵器総局長
- 及川古志郎 - 海軍大将。近衛内閣で海軍大臣。海上護衛総司令部長官、軍令部総長など
- 大井篤 - 海軍大佐。海上護衛総司令部参謀
- 大川内傳七 - 海軍中将。上海特別陸戦隊司令官
- 大田実 - 海軍少将。沖縄戦の海軍部隊の司令官
- 大田正一 - 海軍少尉。特攻兵器桜花の発案者
- 大西新蔵 - 海軍中将。「長門」艦長、第8艦隊参謀長など
- 大西瀧治郎 - 海軍中将。第1航空艦隊司令長官、軍令部次長など。特攻の生みの親
- 大場栄 - 陸軍大尉。サイパンの戦いで最後まで戦った指揮官。フォックスと呼ばれた男
- 大林末雄 - 海軍少将。第1航空戦隊司令官など
- 岡新 - 海軍中将。総力戦研究所長主事など
- 岡敬純 - 海軍中将。海軍省軍務局長、海軍次官。A級戦犯
- 岡村寧次 - 陸軍大将。支那派遣軍総司令官
- 岡本清福 - 陸軍中将。駐スイス公使附武官、ダレス工作
- 小川貫爾 - 海軍少将。総力戦研究所長など
- 荻谷信男 - 海軍飛曹長。エースパイロット
- 小沢治三郎 - 海軍中将。最後の連合艦隊司令長官
- 小野寺信 - 陸軍少将。スウェーデン公使館付武官
- 小畑英良 - 陸軍中将。第31軍司令官。グアム島で玉砕

#### か行
- 加来止男 - 海軍大佐。「飛龍」艦長など
- 角田覚治 - 海軍中将。第1航空艦隊司令長官など
- 加藤建夫 - 陸軍中佐。加藤隼戦闘隊の隊長
- 梶山静六 - 陸軍航空士官学校56期、大尉。その後法務大臣、官房長官
- 神重徳 - 海軍大佐。東條英機暗殺計画に加担
- 川井巌 - 海軍少将。第4艦隊先任参謀など
- 河辺正三 - 陸軍大将。ビルマ方面軍司令官、航空総軍司令官
- 河辺虎四郎 - 陸軍中将。参謀次長、停戦予備交渉団長
- 木梨鷹一 - 海軍中佐。米空母「ワスプ」撃沈など
- 木村兵太郎 - 陸軍大将。ビルマ方面軍司令官。A級戦犯として法務死
- 木村昌福 - 海軍中将。第1水雷戦隊司令官など。キスカ島守備隊撤退作戦、多号作戦、礼号作戦を指揮
- 吉川潔 - 海軍中佐。駆逐艦「大波」艦長など
- 木本氏房 -陸軍工兵大佐。のちに日本における航空測量の先駆者となった
- 草鹿任一 - 海軍中将。南東方面艦隊司令長官 兼 第11航空艦隊司令長官
- 日下敏夫 - 海軍中佐。「呂63」潜水艦長、「伊174」潜水艦長、「伊180」潜水艦長、「伊26」潜水艦長、「伊400」潜水艦長など
- 草鹿龍之介 - 海軍中将。連合艦隊参謀長など
- 工藤俊作 - 海軍中佐。駆逐艦「雷」艦長。スラバヤ沖海戦で撃沈された英国艦船の漂流乗組員422名の救助を命じ実行
- 栗田健男 - 海軍中将。レイテ沖海戦など
- 栗林忠道 - 陸軍中将。硫黄島守備隊総司令官､3月26日にアメリカ軍に対して突撃を敢行し戦死
- 源田實 - 海軍大佐。第一航空艦隊航空参謀など
- 黒木博司 - 海軍大尉。回天発案者
- 黒島亀人 - 海軍少将。連合艦隊先任参謀、軍令部第2部長など。
- 河本大作 - 陸軍大佐。関東軍高級参謀など。張作霖爆殺事件を立案
- 古賀峯一 - 海軍大将。連合艦隊司令長官。海軍乙事件で殉職
- 小園安名 - 海軍大佐。台南空副長、二五一空司令、三〇二空司令など
- 五反田重雄 - 陸軍中尉。戦車第14連隊第3中隊長。ムアルの戦い（英語版）で戦死
- 五藤存知 - 海軍少将。第6戦隊司令官
- 近藤信竹 - 海軍大将。第2艦隊司令長官など

#### さ行
- 坂井三郎 - 海軍中尉。エースパイロット
- 酒井隆 - 陸軍中将。香港軍政庁長官
- 酒巻和男 - 海兵第68期、海軍少尉。真珠湾攻撃で甲標的に搭乗し捕虜第1号となった
- 桜井省三 - 陸軍中将。第28軍司令官
- 佐々木登 - 陸軍中将。「南東支隊」支隊長
- 佐藤賢了 - 陸軍中将。軍務局長、A級戦犯
- 佐藤幸徳 - 陸軍中将。第31師団長
- 沢本頼雄 - 海軍大将。開戦時の海軍次官
- 柴崎恵次 - 陸軍少将。「恐怖のタラワ」
- 嶋田繁太郎 - 海軍大将。東條内閣の海軍大臣、軍令部総長。A級戦犯
- 島田豊作 - 陸軍少佐。戦史上稀な戦車夜襲を決行
- 清水光美 - 海軍中将。第6艦隊司令長官、第1艦隊司令長官
- 下村定 - 陸軍大将。北支那方面軍司令官。最後の陸軍大臣
- 杉山元 - 元帥陸軍大将。陸軍大臣、参謀総長、第1総軍司令官
- 鈴木貞一 - 陸軍中将。企画院総裁
- 鈴木宗作 - 陸軍中将。第25軍参謀長、第35軍司令官など
- 関行男 - 海軍大尉。神風特別攻撃隊敷島隊
- 瀬島龍三 - 陸士44期、陸大51期首席、陸軍中佐、大本営参謀、関東軍参謀。その後伊藤忠商事会長
- 千田貞季 - 陸軍少将。硫黄島の戦いで戦死
- 千田貞敏 - 海軍少将。ビアク島の戦いで戦死

#### た行
- 醍醐忠重 - 海軍中将。第5潜水戦隊司令官、第6艦隊司令長官など
- 高木惣吉 - 海軍少将。終戦工作を行い早期終戦に尽力
- 高木武雄 - 海軍中将。第六艦隊司令長官
- 高須四郎 - 海軍大将。第1艦隊司令長官、南西方面艦隊司令長官など
- 高橋伊望 - 海軍中将。第3艦隊司令長官など。
- 多田駿 - 陸軍大将。北支那方面軍司令官、軍事参議官など
- 立花芳夫 - 陸軍中将。小笠原事件の責を問われ処刑
- 田中静壱 - 陸軍大将。東部軍司令官、録音盤事件
- 田中新一 - 陸軍中将。参謀本部第一部長
- 田中久一 - 陸軍中将。香港占領地総督
- 田中隆吉 - 陸軍少将。東京裁判において検事側の証人となった
- 田辺弥八 - 海軍中佐。米空母「ヨークタウン」撃沈
- 谷寿夫 - 陸軍中将。南京大虐殺の責任者および関与者とされ、死刑判決、銃殺刑
- 塚原二四三  - 海軍大将。第11航空艦隊司令長官、軍令部次長
- 辻政信 - 陸軍大佐。参謀本部作戦班長など
- 堤不夾貴 - 陸軍中将。第91師団長
- 津野田知重 - 陸軍少佐。東條英機暗殺計画
- 寺岡謹平 - 海軍中将。第一航空艦隊司令長官など、ダバオ誤報事件
- 寺内寿一 - 元帥陸軍大将。陸軍大臣、南方軍総司令官
- 土肥原賢二 - 陸軍大将。奉天特務機関長、第12方面軍司令官など。A級戦犯として絞首刑
- 富岡定俊 - 海軍少将。軍令部作戦部長
- 富永恭次 - 陸軍中将。陸軍次官、第4航空軍司令官
- 豊田副武 - 海軍大将。連合艦隊司令長官、終戦時の海軍軍令部総長

#### な行
- 中川州男 - 陸軍大佐。歩兵第2連隊長、ペリリュー島での激闘
- 中澤佑 - 海軍中将。軍令部作戦部長
- 中島親孝 - 海軍中佐。連合艦隊情報参謀
- 中谷敏男 - 陸軍中佐。第6航空通信連隊長。小松真一著虜人日記に詳しい記述あり
- 永野修身 - 元帥海軍大将。海軍軍令部総長。A級戦犯
- 南雲忠一 - 海軍中将。第1航空艦隊司令長官として真珠湾攻撃などを指揮
- 成松長正 - 陸軍少佐。南方総軍特殊情報部ジャワ島派遣機関長、第8方面軍特殊情報部長代理
- 西住小次郎 - 陸軍中尉。戦車長。軍神
- 西尾寿造 - 陸軍大将。支那派遣軍総司令官、東京都長官
- 仁科関夫 - 海軍中尉。回天発案者
- 野中五郎 - 海軍少佐。神雷部隊指揮官
- 野村直邦 - 海軍大将。東條内閣で海軍大臣

#### は行
- 橋本以行 - 海軍中佐。「伊58」潜水艦長。重巡洋艦「インディアナポリス」を撃沈
- 蓮沼蕃 - 陸軍大将。侍従武官長。
- 長谷川清 - 海軍大将。支那方面艦隊司令長官、台湾総督
- 畑俊六 - 元帥陸軍大将、陸相など
- 服部卓四郎 - 陸軍大佐。参謀本部作戦課長など
- 原忠一 - 海軍中将。第4艦隊司令長官など
- 原田毫衛 - 海軍大佐。「伊165」潜水艦長、「伊17」潜水艦長
- 樋口季一郎 - 陸軍中将。第5方面軍司令官、北部軍管区司令官など。オトポール事件での功績で戦後、イスラエル建国功労者
- 百武晴吉 - 陸軍中将。第17軍司令官
- 藤村義一 - 海軍中佐。駐スイス公使館附武官、ダレス工作
- 福田啓二 - 海軍技術中将。戦艦大和設計主任
- 福地周夫 - 海軍大佐。翔鶴運用長
- 福留繁 - 海軍中将。連合艦隊参謀長。海軍乙事件でゲリラの捕虜となった
- 藤田信雄 - 海軍中尉。史上唯一、アメリカ本土に対して航空機による爆撃を実施
- 藤森康男 - 海軍中佐。軍令部潜水艦参謀など
- 藤原彰 - 陸士55期、大尉、大隊長。その後一橋大教授。『南京の日本軍―南京大虐殺とその背景』など
- 淵田美津雄 - 海軍大佐。真珠湾攻撃隊総隊長
- 舩坂弘 - 陸軍軍曹。アンガウルの戦いで活躍
- 細萱戊子郎 - 海軍中将。第5艦隊司令長官、南洋庁長官
- 細見惟雄 - 陸軍中将。戦車第一師団長
- 堀井富太郎 - 陸軍少将。南海支隊長
- 堀栄三 - 陸軍中佐。大本営情報参謀
- 本間雅晴 - 陸軍中将。第14軍司令官。「バターン死の行進」の責を問われ絞首刑

#### ま行
- 前田精 - 海軍少将。第5警備隊司令兼在ジャカルタ海軍武官。インドネシア独立に寄与
- 前田利為 - 陸軍中将。ボルネオ守備軍司令官
- 松井石根 - 陸軍大将。上海派遣軍司令官。A級戦犯指定。絞首刑
- 松永貞市 - 海軍中将。22航空戦隊司令官、マレー沖海戦
- 光延東洋 - 海軍大佐。駐イタリア大使館附武官
- 南次郎 - 陸軍大将。朝鮮総督他。A級戦犯
- 水上源蔵 - 陸軍少将。第56歩兵団長
- 美濃部正 - 海軍少佐。芙蓉部隊指揮官、特攻編成拒否
- 宮崎繁三郎 - 陸軍中将。第31師団歩兵団長など
- 牟田口廉也 - 陸軍中将。第15軍司令官
- 武藤章 - 陸軍中将。陸軍軍務局長、A級戦犯として絞首刑
- 望月嘉一 - 海軍中佐。第一南遣艦隊参謀など。除隊後は民間に転じ後に記念館三笠副長を務める。
- 森赳 - 陸軍中将。近衛師団長、終戦間際のクーデター計画に反対し殺害される
- 森下信衛 - 海軍少将。戦艦大和艦長、第2艦隊参謀長など

#### や行
- 安江仙弘 - 陸軍大佐。戦後、イスラエル建国功労者
- 安田義達 - 海軍大佐。横須賀第5特別陸戦隊長、陸戦のエキスパート
- 山縣正郷 - 海軍中将。高雄警備府司令長官、第4南遣艦隊司令長官など
- 山口多聞 - 海軍少将。第2航空戦隊司令官、ミッドウェー海戦で戦死
- 山崎保代 - 陸軍大佐。アッツ島守備隊司令官
- 山下奉文 - 陸軍大将。第14方面軍司令官など。絞首刑
- 山田乙三 - 陸軍大将。関東軍総司令官
- 山本五十六 - 海軍大将。連合艦隊司令長官。ブーゲンビル島上空で戦死（海軍甲事件）
- 山本卓眞 - 陸軍航空士官学校58期、少尉。その後富士通会長
- 横田稔 - 海軍大佐。「伊26」潜水艦長
- 横山勇 - 陸軍中将。西部軍司令官、「九州大学生体解剖事件」の責を問われ禁固刑

#### わ行
- 若林東一 - 陸軍中尉。香港の戦いで麾下の中隊単独で敵陣地に挺進突入、ガダルカナル島にて戦死

### その他
- 阿川弘之 - 東京帝大文学部繰り上げ卒業後海軍中尉。『軍艦長門の生涯』など
- 浅原正基 - 陸軍上等兵。シベリア抑留の際共産主義運動のリーダー
- 井口貞夫 - 外交官。真珠湾攻撃時の在米大使館参事官
- 上原良司 - 陸軍少尉。陸軍特別攻撃隊、その遺書が広く知られる
- 大岡昇平 - フィリピンへ出征。『俘虜記』、『レイテ戦記』など
- 奥崎謙三 - ニューギニアへ出征。『ゆきゆきて、神軍』など
- 奥村勝蔵 - 外交官。真珠湾攻撃時の在米大使館一等書記官
- 尾崎秀実 - ジャーナリスト。ゾルゲ事件で逮捕され死刑
- 小野田寛郎 - 応召により陸軍少尉。陸軍中野学校卒。1973年にフィリピンルバング島から帰国
- 加瀬俊一 - 外相秘書官。
- 加東大介 - 陸軍軍曹。『南の島に雪が降る』
- 清沢冽 - 外交評論家。『暗黒日記』
- 久納好孚 - 海軍中尉。第一次神風特別攻撃隊「大和隊」隊長として出撃、戦死
- 児玉誉士夫 - 右翼運動家。児玉機関で活動
- 近衛文隆 - 近衛文麿の長男。陸軍中尉。ソ連に抑留され病死
- 許斐氏利 - 実業家。クレー射撃選手。
- 岩田豊雄 - 作家、報道班員。『海軍』
- 司馬遼太郎 - 応召により陸軍少尉。戦車第1連隊の小隊長
- 白洲次郎 - 実業家。吉田茂の側近
- 新名丈夫 - 毎日新聞記者。竹槍事件
- 杉原千畝 - 外交官。在カウナス日本領事館領事代理。ユダヤ人へのビザを発給で、戦後に「ヤド・バシェム賞」を受賞
- 高見順 - 作家。『敗戦日記』
- 田尻愛義 - 外交官。上海事務所長。
- 寺崎英成 - 外交官。『昭和天皇独白録』
- 東京ローズ - プロパガンダ放送のアナウンサー
- 丹羽文雄 - 作家、報道班員。『海戦』
- 林尹夫 - 京都帝大より学徒出陣。手記『わがいのち月明に燃ゆ』
- 堀越二郎 - 零式艦上戦闘機の設計主任
- 山本七平 - 応召により陸軍少尉。フィリピンへ出征。『一下級将校の見た帝国陸軍』など
- 横井庄一 - 陸軍伍長。1972年にグアム島から帰国
- 吉川英治 - 作家、軍令部嘱託
- 吉田満 - 東京帝大卒業後海軍少尉。『戦艦大和ノ最期』など
- 蜂谷輝雄 - 外交官。台湾総督府外事部長、自由インド仮政府初代公使
- パーヴェル・ペトロフ（ロシア語版） - 元ロシア帝国陸軍少将。日本在住亡命露人協会会長、露西亜国民学校校長

## 日本領

### 台湾
- 李登輝 - 日本陸軍で砲兵少尉
- スニヨン - 陸軍一等兵。日本名・中村輝夫。高砂義勇隊員
- ハパクリン・クラサイ - 陸軍伍長。日本名・岡田耕治。高砂義勇隊員

### 朝鮮

#### 日本領有地域
- 李垠 - 李氏朝鮮最後の王位継承者。日本陸軍で中将
- 李鍝 - 李王家公族。陸軍中佐。広島市への原子爆弾投下に遭い被爆死
- 洪思翊 - 陸軍中将。マニラ軍事法廷で戦犯として死刑判決を受け、マニラで処刑
- 金錫源 - 陸軍大佐
- 李應俊 - 陸軍大佐。1948年に大韓民国陸軍が創立された際は、初代陸軍参謀総長に就任した。
- 白洪錫 - 陸軍中佐
- 李鍾賛 - 陸軍少佐
- 金貞烈 - 陸軍大尉。1949年に大韓民国空軍が創立された際は、初代空軍参謀総長に就任した。
- 朴正煕 - 陸軍中尉（関東軍所属）。新京にある満州軍官学校、日本の陸軍士官学校卒業。戦後、韓国大統領に就任
- ヤン・キョンジョン

#### 大韓民国臨時政府
- 李承晩 - 大韓民国臨時政府の初代大総理。大戦中はアメリカでロビー活動。後の韓国大統領
- 金九 - 臨時政府国務委員会主席。対日宣戦布告をする
- 金奎植 - 臨時政府外交担当。民族革命党を結成。戦後も南北統一を主張していたが、朝鮮戦争中に病死

#### 後の朝鮮民主主義人民共和国
- 金日成 - 抗日パルチザンの英雄であり、ソビエト連邦極東軍抗日聯軍教導旅第一大隊長（階級は大尉）。後の朝鮮民主主義人民共和国国家主席
- 楊靖宇 - 東北抗日聯軍第一路軍総司令
- 呉成崙 - 東北抗日聯軍第一路軍政治主任。のち満州国の治安部顧問に
- 崔賢 - 第88独立狙撃旅団第1営第1連長
- 崔庸健 - 東北抗日聯軍第二路軍参謀長
- 徐哲 - 東北抗日聯軍第一路軍軍医処長。

## 日本の傀儡政権

### 満州国
- 愛新覚羅溥儀 - 清朝最後の皇帝。満州国皇帝
- 愛新覚羅溥傑 - 愛新覚羅溥儀の弟
- 嵯峨浩 - 愛新覚羅溥傑の夫人
- 鄭孝胥 - 初代国務総理大臣
- 張景恵 - 国務総理大臣
- 邢士廉 - 治安大臣、軍事大臣
- 伊達順之助 - 満州国軍上将。馬賊として大陸で暗躍
- 甘粕正彦 - 陸軍憲兵大尉時代に甘粕事件（大杉栄の殺害）を起こす。満州映画協会理事長
- 川島芳子 - 清朝粛親王の王女。日本人の養女となる。日本軍に協力し戦後刑死
- 山口淑子 - 映画女優として「李香蘭」を名乗る。戦後は参議院議員

#### ハルビン
- グリゴリー・セミョーノフ - ザバイカル・コサック軍アタマン。元極東軍（ロシア語版）司令官、ザバイカル・コサック共和国、チタ政府代表
- ウラジーミル・キスリツィン（英語版） - 元白軍司令官。満州国白系露人事務局（満州帝国ロシア人移民局）長
- アレクセイ・バクシェーエフ（ロシア語版） - 元ロシア帝国陸軍中将。満州国白系露人事務局長
- レフ・ブラシェフスキー（ロシア語版） - 元ロシア帝国陸軍中将。満州国白系露人事務局長
- コンスタンチン・ロジャエフスキー - ファシスト。ロシアファシスト党代表
- レフ・オホーチン（英語版） - ロシアファシスト党幹部
- グルゲン・ナゴリアン（ロシア語版） - 満州国軍大佐。白系ロシア人部隊浅野部隊副隊長

### 南京国民政府
- 汪兆銘 - 南京国民政府主席代理
- 陳公博 - 南京国民政府立法院長
- 鮑文樾 - 南京国民政府参謀総長
- 葉蓬 - 南京国民政府陸軍部長
- 任援道 - 南京国民政府海軍部長
- 楊揆一 - 南京国民政府参謀本部部長

#### 中華民国臨時政府
- 王克敏 - 中華民国臨時政府行政委員長
- 梁鴻志 - 中華民国維新政府行政委員長

##### 冀東防共自治政府
- 殷汝耕 - 冀東防共自治政府政務長官

### 内蒙古
- デムチュクドンロブ - 蒙古聯合自治政府主席
- チョトパジャップ - 政務院長、参議会議長
- 呉鶴齢 - 参議会議長、政務院長
- 李守信 - 蒙古軍（英語版）総司令
- 王英 - 大漢義軍（英語版）司令

### ビルマ
- アウン・サン - ビルマ建国の父。独立運動家。ビルマ独立義勇軍を創設。国防大臣
- ネ・ウィン - ビルマ独立義勇軍に参加。戦後クーデターを決行し大統領
- バー・モウ - 独立運動家。日本軍政下で国家元首

## 枢軸国

### ドイツ

#### 政治指導者
- アドルフ・ヒトラー - 総統
- アドルフ・アイヒマン - 警察官僚、親衛隊中佐。ホロコーストを指揮。戦後逃亡するがモサドに拘束される
- アルベルト・シュペーア - ベルリン建設総監、軍需大臣
- ヨーゼフ・ゲッベルス - 宣伝大臣
- ヘルマン・ゲーリング - 空軍総司令官、国家元帥
- カール・デーニッツ - 海軍元帥。潜水艦隊の指揮官。ヒトラー死後の大統領
- ハインリヒ・ヒムラー - 親衛隊長官
- ラインハルト・ハイドリヒ - 国家保安本部長、親衛隊大将。チェコ人に暗殺される
- ルドルフ・ヘス - ナチ党副総統。1941年に謎の動機により英国へ脱出
- マルティン・ボルマン - 総統秘書、ナチ党官房長。終戦時に自殺
- ヨアヒム・フォン・リッベントロップ - 外務大臣

#### 職業軍人
- テオドール・アイケ - 親衛隊大将。親衛隊髑髏部隊長、第3SS装甲師団長など
- ハンス＝ユルゲン・フォン・アルニム - 陸軍上級大将。第17装甲師団（英語版）長、第39装甲軍団（英語版）長、第5装甲軍司令官、アフリカ装甲軍司令官など
- ヘルムート・ヴァイトリング - 陸軍砲兵大将。ベルリン防衛軍司令官
- ヘルムート・ヴィック - 空軍少佐。エース・パイロット
- ミハエル・ヴィットマン - 親衛隊大尉。SS第101重戦車大隊戦車長。敵戦車138両を撃破
- パウル・ヴェネッカー - 海軍大将。在日ドイツ大使館付武官
- クルト・ヴェルター - 空軍中尉。エース・パイロット
- ヴァルター・ヴェンク - 陸軍装甲兵大将。第12軍司令官
- オイゲン・オットー - 陸軍少将。外交官。駐日ドイツ特命全権大使
- ヴィルヘルム・カイテル - 陸軍元帥。ヒトラーの側近で国防軍最高司令部総長。ニュルンベルク裁判で絞首刑
- ヨーゼフ・カムフーバー - 空軍大将。カムフーバー・ライン考案者。夜間爆撃に対する効率的な迎撃を行った
- アドルフ・ガーランド - 空軍中将。エース・パイロット、戦闘機隊総監、第44戦闘団長など
- オットー・カリウス - 陸軍中尉。第502重戦車大隊戦車長。敵戦車150両以上を撃破
- ヘルベルト・オットー・ギレ - 親衛隊大将。第5SS装甲師団長、第4SS装甲軍団（英語版）長。コルスン包囲戦、コーヴェリの戦い（ロシア語版）などで活躍
- ハインツ・グデーリアン - 陸軍上級大将。電撃戦の理論家かつ野戦指揮官
- エヴァルト・フォン・クライスト - 陸軍元帥。第1装甲軍司令官、A軍集団司令官など
- ローベルト・フォン・グライム - 空軍元帥。ヒトラーによりドイツ空軍総司令官および元帥に任命されるが、敗戦後に捕虜となり自決
- ギュンター・フォン・クルーゲ - 陸軍元帥。中央軍集団司令官、西方軍司令官など
- オットー・クレッチマー - 海軍中佐。最も戦果を挙げたUボート艦長
- アルベルト・ケッセルリンク - 空軍元帥。第1航空艦隊、第2航空艦隊司令官、C軍集団司令官、南方総軍（英語版）、西方総軍（英語版）司令官など
- ラインハルト・ゲーレン - 陸軍少将。東方外国軍課（英語版）課長。戦後、ゲーレン機関を設立
- ディートリヒ・フォン・コルティッツ - 陸軍歩兵大将。パリ市防衛司令官を務め、連合国側による無血解放を実現
- ヴァルター・フォン・ザイトリッツ＝クルツバッハ - 陸軍砲兵大将。第12歩兵師団（英語版）長、第51軍団（英語版）長など。スターリングラードの戦いで捕虜となる
- テオドール・シェーラー - 陸軍中将。第281保安師団長、第34歩兵師団（英語版）長、第83歩兵師団（英語版）長など
- フェルディナント・シェルナー - 陸軍元帥。北方軍集団司令官、中央軍集団司令官、陸軍総司令官など
- フェリックス・シュタイナー - 親衛隊大将。第5SS装甲師団長、第3SS装甲軍団（英語版）長、第11SS装甲軍司令官など。武装親衛隊を育成
- クラウス・フォン・シュタウフェンベルク - 陸軍大佐。ヒトラー暗殺計画の実行者
- クルト・シュトゥデント - 空軍上級大将。第1降下猟兵師団長、第11航空軍団長、第1降下猟兵軍司令官など。空挺部隊を育成
- ヒアツィント・シュトラハヴィッツ - 陸軍中将。グロースドイッチュラント師団戦車長、シュトラハヴィッツ戦闘団長。「戦車伯爵」
- ハンス・シュパイデル - 陸軍中将。南方軍集団参謀長、B軍集団参謀長など。戦後、北大西洋条約機構中央ヨーロッパ陸軍総司令官に就任
- レオ・ガイヤー・フォン・シュヴェッペンブルク - 陸軍装甲兵大将。第3装甲師団長、第24軍団（ドイツ語版）長、第40軍団（フランス語版）長、西方装甲集団司令官
- 蔣緯国 - 陸軍中尉。蔣介石の次男。装甲部隊所属、ポーランド侵攻に従軍
- オットー・スコルツェニー - 親衛隊中佐。ムッソリーニ救出作戦などを指揮
- ヨーゼフ・ディートリヒ - 親衛隊上級大将。第1SS装甲師団長、第6SS装甲軍司令官など
- オスカール・ディルレヴァンガー - 親衛隊上級大佐。第36SS武装擲弾兵師団長としてパルチザン掃討を指揮
- エーリヒ・トップ - 海軍中佐。Uボート艦長
- ヴィルヘルム・フォン・トーマ - 陸軍装甲兵大将。第17装甲師団（英語版）、第20装甲師団（英語版）長、ドイツアフリカ軍団司令官、アフリカ装甲軍司令官代理
- ヘニング・フォン・トレスコウ - 陸軍少将。ヒトラー暗殺計画の首謀者
- ヴァルター・ネーリング - 陸軍装甲兵大将。第18装甲師団（英語版）長、ドイツアフリカ軍団司令官、第24軍団司令官、第4装甲軍司令官、第1装甲軍司令官など
- ヨアヒム・パイパー - 親衛隊大佐。機甲部隊の前線指揮官
- ゴットハルト・ハインリツィ - 陸軍上級大将。第4軍司令官、第1装甲軍司令官、ヴァイクセル軍集団司令官など
- フリッツ・バイエルライン - 陸軍中将。第3装甲師団長、装甲教導師団長、第53軍団長など。キロヴォフラードの戦い（ロシア語版）、西部戦線で活躍
- パウル・ハウサー - 親衛隊上級大将。第2SS装甲師団長、第2SS装甲軍団長など
- フリードリヒ・パウルス - 陸軍元帥。スターリングラードの戦いで捕虜となる
- フランツ・ハルダー - 陸軍上級大将。陸軍総司令部参謀総長
- ゲルハルト・バルクホルン - 空軍少佐。エース・パイロット
- エーリヒ・ハルトマン - 空軍大尉。エース・パイロット
- ヘルムート・フォン・パンヴィッツ - 陸軍中将。第15SSコサック騎兵軍団（英語版）長
- ヘルマン・バルク - 陸軍装甲兵大将。第11装甲師団（英語版）長、第48装甲軍団長、第4装甲軍司令官、G軍集団司令官、第6軍司令官など
- ヴェルナー・ハルテンシュタイン（英語版） - 海軍少佐。UボートU-156（英語版）艦長。ラコニア号事件など
- ヨーゼフ・ハルペ - 陸軍上級大将。第12装甲師団（英語版）長、第41装甲軍団（英語版）長、第9軍司令官、第4装甲軍司令官、A軍集団司令官など
- ヴィルヘルム・ビットリヒ - 親衛隊大将。第2SS装甲師団長、第9SS装甲師団長、第2SS装甲軍団長など
- ヘルマン・フェーゲライン - 親衛隊中将。SS騎兵旅団（英語版）長、第8SS騎兵師団長など
- エドガー・フォイヒティンガー - 陸軍中将。第21装甲師団（英語版）長。戦後、ソ連軍参謀本部情報総局（GRU）に協力し、スパイ活動を行った
- ヨハネス・ブラスコヴィッツ - 陸軍上級大将。第8軍司令官、第9軍司令官、第1軍司令官、G軍集団司令官、H軍集団司令官など
- ヴァルター・フォン・ブロックドルフ＝アーレフェルト - 陸軍大将。デミャンスク包囲戦において、ソ連軍包囲網の中から10万人以上のドイツ兵士を脱出させる
- ルートヴィヒ・ベック - 陸軍上級大将。ヒトラー暗殺計画の首謀者
- エーリヒ・ヘプナー - 陸軍上級大将。第4装甲軍司令官。ヒトラー暗殺計画に関与
- オスカー＝ハインリヒ・ベール - 空軍中佐。エース・パイロット
- ヴィルム・ホーゼンフェルト - 陸軍大尉。諸国民の中の正義の人
- フェードア・フォン・ボック - 陸軍元帥。中央軍集団司令官、南方軍集団司令官など
- ヘルマン・ホト - 陸軍上級大将。第3装甲集団（フランス語版）司令官、第17軍司令官、第4装甲軍司令官など
- クルト・マイヤー - 親衛隊少将。第12SS装甲師団など装甲部隊を率いて敢闘
- エバーハルト・フォン・マッケンゼン - 陸軍上級大将。第3装甲軍団（英語版）長、第1装甲軍司令官、第14軍司令官など
- ハンス・ヨアヒム・マルセイユ - 空軍大尉。エース・パイロット
- エーリッヒ・フォン・マンシュタイン - 陸軍元帥。セヴァストポリ包囲戦、冬の嵐作戦、第三次ハリコフ攻防戦、カメネツ＝ポドリスキー突破戦などで活躍
- ハッソ・フォン・マントイフェル - 陸軍装甲兵大将。グロースドイッチュラント師団長、第5装甲軍司令官など
- エアハルト・ミルヒ - 空軍元帥。空軍次官、空軍総監としてドイツ空軍を育成
- ヴェルナー・メルダース - 空軍大佐。エース・パイロット
- フリードリヒ・フォン・メレンティン（英語版） - 陸軍少将。アフリカ装甲軍参謀、第48装甲軍団参謀長、G軍集団参謀長、第9装甲師団（英語版）長など
- ヴァルター・モーデル - 陸軍元帥。第9軍司令官、北方軍集団司令官、中央軍集団司令官、B軍集団司令官など
- ヴィルヘルム・モーンケ - 親衛隊少将。第12SS装甲師団麾下第26装甲擲弾兵連隊長、第1SS装甲師団長、モーンケ戦闘団（英語版）長など
- アルフレート・ヨードル - 陸軍上級大将。国防軍最高司令部作戦部長
- エアハルト・ラウス - 陸軍上級大将。第6装甲師団長、第5装甲軍団長、第4装甲軍司令官、第1装甲軍司令官、第3装甲軍司令官など
- ヘルマン＝ベルンハルト・ラムケ - 空軍降下猟兵大将。ラムケ降下猟兵旅団長、第2降下猟兵師団長など
- ヴォルフラム・フォン・リヒトホーフェン - 空軍元帥。第8航空軍団（英語版）長、第2航空艦隊司令官、第4航空艦隊司令官など
- ギュンター・リュッチェンス - 海軍中将。ドイツ艦隊司令長官
- ハンス・フォン・ルック - 陸軍大佐。第7装甲師団第3装甲偵察大隊長、第21装甲師団（英語版）第125装甲擲弾兵連隊長、フォン・ルック戦闘団長など
- ハンス・ウルリッヒ・ルーデル - 空軍大佐。第2急降下爆撃航空団（英語版）第3飛行大隊長、第2地上攻撃航空団（英語版）司令など
- ゲルト・フォン・ルントシュテット - 陸軍元帥。西方総軍司令官など
- エーリヒ・レーダー - 海軍元帥。海軍総司令官
- オットー・エルンスト・レーマー - 陸軍少将。グロースドイッチュラント歩兵連隊（英語版）大隊長、総統護衛旅団（英語版）長など
- エルヴィン・ロンメル - 陸軍元帥。北アフリカ戦線など。反逆を疑われ服毒自殺

#### その他
- ヘルムート・ヴァルター - 航空機技術者。離陸補助用ジェットエンジンJATO、潜水艦用推進装置AIPを開発
- ハンス・フォン・オハイン - 航空機技術者。ターボジェットエンジンを開発
- イルゼ・コッホ - ブーヘンヴァルト強制収容所所長の妻、女性看守
- ハンス・ショル - 白バラ抵抗運動の主要メンバー
- ゾフィー・ショル - 白バラ抵抗運動の主要メンバー
- オスカー・シンドラー - 実業家。多くのユダヤ人をホロコーストから救う
- ハンス・フォン・ドホナーニ - 法律家。ヒトラー暗殺計画に参加
- エルンスト・ハインケル - 航空機設計者。航空機メーカーハインケル社長。He 178、He 176などを開発
- フリードリヒ・ハック - 実業家。日独防共協定や日米間の終戦工作で暗躍
- ヴェルナー・フォン・ブラウン - ロケット技術者。V2ロケットを開発
- アンネ・フランク - 「アンネの日記」の著者
- フェルディナント・ポルシェ - エンジニア。戦車や軍用車両を設計
- ヨーゼフ・マイジンガー - 親衛隊大佐。「ワルシャワの殺人鬼」
- ウィリー・メッサーシュミット
- ヨーゼフ・メンゲレ - 親衛隊大尉。アウシュヴィッツ強制収容所主任医官
- エルンスト・ユンガー
- トラウデル・ユンゲ - ヒトラーの秘書
- ハンナ・ライチュ - 女性パイロット
- ジョン・ラーベ - 外交官、南京大虐殺証言者
- アレクサンダー・リピッシュ - 航空機技術者。メッサーシュミット Me163を設計

### イタリア

#### 政治指導者
- ヴィットーリオ・エマヌエーレ3世 - イタリア王国国王。ムッソリーニに組閣を命じた
- ベニート・ムッソリーニ - イタリア王国首相で独裁者。大戦中に首相解任後、イタリア社会共和国の元首に就任
- ガレアッツォ・チャーノ - 外務大臣。ムッソリーニの娘婿であったが、1943年にムッソリーニ解任を支持して銃殺刑
- イタロ・バルボ - 空軍元帥。空軍大臣、イタリア領リビア総督、イタリア領北アフリカ（英語版）方面軍総司令官
- ロドルフォ・グラツィアーニ - 陸軍元帥。サロ共和国国防大臣
- ピエトロ・バドリオ - 陸軍元帥。イタリア王国首相
- イヴァノエ・ボノーミ - イタリア王国首相兼外務大臣

#### 職業軍人
- ウーゴ・カヴァッレーロ - 陸軍元帥。イタリア王国陸軍（英語版）参謀総長
- ジョヴァンニ・メッセ - 陸軍元帥。イタリア・ロシア戦域軍司令官、イタリア・ドイツ戦車軍司令官、イタリア第1軍（英語版）司令官
- アメデーオ・ディ・サヴォイア＝アオスタ - アオスタ公。イタリア領東アフリカ帝国総督、東アフリカ方面軍総司令官
- グリエルモ・ナージ（英語版） - 将軍。イタリア領東アフリカ総督、東アフリカ東部方面軍司令官
- アルフレド・グッツォーニ（英語版） - 将軍。アルバニア占領軍司令官、第6軍司令官、リグリア軍集団司令官など
- ルイジ・リベルベリ（イタリア語版） - 陸軍中将。イタリア・ロシア戦域軍麾下第2アルピーニ師団「トリデンティーナ（英語版）」師団長。ニコラエフカの戦いなど
- アレッサンドロ・ベットーニ・カッツァーゴ - 陸軍大佐。第3サヴォイア騎兵連隊（イタリア語版）長。イスブシェンスキの突撃など
- アメデーオ・グイレット（英語版） - 陸軍少佐。アムハラ騎兵隊（イタリア語版）長
- ルイジ・アービッブ・パスクッチ - 陸軍中尉。戦車隊指揮官、第二次エル・アラメイン会戦で戦死
- アンジェロ・イアキーノ - 海軍大将。イタリア王国海軍最高司令官
- アルトゥーロ・リカルディ（英語版） - 海軍大将。イタリア王国海軍参謀総長
- イニーゴ・カンピオーニ - 海軍大将。イタリア艦隊司令官、イタリア領エーゲ海諸島総督
- アルベルト・ダ・ザーラ（英語版） - 海軍中将。第7巡洋艦戦隊司令官。パンテッレリーアの海戦、8月中旬の海戦など
- ジュゼッペ・フィオラヴァンツォ（英語版） - 海軍少将
- ユニオ・ヴァレリオ・ボルゲーゼ - 海軍中佐。デチマ・マス師団（英語版）長
- テセオ・テセイ - 海軍少佐。人間魚雷を開発
- リノ・コルソ・フージェ（英語版） - 空軍大将。イタリア王国空軍（英語版）参謀総長
- ジュゼッペ・チェンニ（英語版） - 空軍少佐。反跳爆撃の考案者
- アドリアーノ・ヴィスコンティ - 空軍少佐。エース・パイロット
- フランコ・ルッキーニ - 空軍大尉。エース・パイロット

#### その他
- ジュゼッペ・バスティアニーニ（イタリア語版） - イタリア王国領ダルマチア（英語版）総督
- フランチェスコ・ジウンタ（イタリア語版） - イタリア王国領ダルマチア総督

### フィンランド

#### 政治指導者
- キュオスティ・カッリオ - 大統領。ソ連に宣戦布告され、冬戦争（第1次ソ・芬戦争、ソ・フィン戦争とも）を戦った
- リスト・リュティ - 大統領。ソ連侵攻を恐れ、継続戦争（第2次ソ・芬戦争）の幕を開いた
- カール・グスタフ・エミール・マンネルヘイム - 陸軍元帥・軍最高司令官、後に国家元帥。敗戦時の大統領
- ヴァイノ・タンネル（英語版） - 外務大臣
- ロルフ・ヴィッティング（フィンランド語版） - 外務大臣
- ヘンリク・ラムゼイ（英語版） - 外務大臣
- カール・ワルデン - 陸軍大将。国防大臣

#### 職業軍人
- エリック・ハインリッヒス - 歩兵大将。参謀総長、国防軍総司令官
- ヴィルホ・ネノネン - 砲兵大将。砲兵総監
- ヴァイノ・バルブ（フィンランド語版） - 海軍中将。フィンランド海軍司令官
- エーロ・ラホラ（フィンランド語版） - 海軍少将。海軍司令官
- ヤール・ルンドクヴィスト - 空軍中将。フィンランド空軍司令官
- レオナルド・グランデル - 陸軍中将。国防省軍事経済局長兼軍事経済監察官
- レンナルト・オシュ- 陸軍中将。カレリア軍（英語版）司令官、オロネツ作戦集団（英語版）司令官
- ヤルマル・シーラスヴオ - 陸軍中将。第3軍団（英語版）長
- エリッキ・ラーッパナ - 陸軍少将。ラーッパナ戦闘群司令官。イロマンツィの戦いを指揮
- ルーベン・ラガス - 陸軍少将。フィンランド装甲師団（英語版）長
- マッティ・アールニオ - 陸軍大佐。モッティ戦術の専門家
- ラウリ・トルニ - 陸軍大尉、武装親衛隊大尉。戦後、アメリカ陸軍将校としてベトナム戦争で特殊部隊を率いた
- アールネ・ユーティライネン - 陸軍大尉。コッラの戦いで活躍
- イルマリ・ユーティライネン - 空軍准尉。エース・パイロット
- シモ・ヘイヘ - 陸軍少尉。狙撃兵

#### その他
- オットー・クーシネン - フィンランド民主共和国首相

### ハンガリー

#### 政治指導者
- ホルティ・ミクローシュ - 海軍中将、ハンガリー王国執政
- ホルティ・イシュトヴァーン（英語版） - 空軍中尉、ハンガリー王国副執政。ホルティ・ミクローシュ長男
- バールドッシ・ラースロー（英語版） - ハンガリー王国首相兼外務大臣
- カーライ・ミクローシュ（英語版） - ハンガリー王国首相兼外務大臣
- ストーヤイ・デメ - 陸軍大将。ハンガリー王国首相兼外務大臣
- ラカトシュ・ゲーザ - 陸軍大将。ハンガリー王国首相
- バルタ・カーロイ - 陸軍大将。国防大臣
- ナジ・ヴィルモシュ（英語版） - 陸軍大将。国防大臣
- チャタイ・ラヨシュ - 陸軍大将。国防大臣
- サーラシ・フェレンツ - 矢十字党党首。ハンガリー国民統一政府国民指導者
- ミクローシュ・ベーラ - 陸軍大将。ハンガリー臨時国民政府首相

#### 職業軍人
- ソンバトヘイ・フェレンツ - 陸軍大将。ハンガリー王国軍参謀総長
- フェケテハルミー＝ツァイトナー・フェレンツ（英語版） - 陸軍大将兼親衛隊大将。国防相代行
- ラースロー・デジェー - 陸軍大将。第1軍（英語版）司令官、ハインリツィ軍集団司令官代行
- ヤーニ・グスターフ - 陸軍大将。第2軍（英語版）司令官
- マヨル・イエネー - 陸軍大将。快速軍団（英語版）長
- ファルカシュ・フェレンツ - 陸軍大将。第6軍団長
- シュギ・ゾルターン - 陸軍少将。セント・ラースロー歩兵師団長
- オスラーニ・コルネール（英語版） - 陸軍少将。第二次世界大戦中唯一のマリア・テレジア軍事勲章受章者
- タールツァイ・エルヴィン - 陸軍大尉。第3王国戦車連隊第1大隊第2中隊長、ソ連軍の戦車を10両以上撃破した戦車エース
- ケピロ・シャーンドル（英語版） - 陸軍憲兵大尉。戦後セルビアでのホロコーストに関与したとされ起訴
- ハーリ・ラースロー（英語版） - 空軍少将。ハンガリー空軍司令官
- ヘッペシュ・アラダール - 空軍中佐。エース・パイロット、第101本土防衛戦闘航空群（英語版）指揮官
- デブレーディ・ジェルジ - 空軍大尉。エース・パイロット

#### その他
- バイチ＝ジリンスキ・エンドレ（英語版） - 政治家。反ファシスト運動を指導
- チャタリー・ラースロー（英語版） - ハンガリー警察幹部。戦後ホロコーストに関与したとされ起訴

### ルーマニア

#### 政治指導者
- ミハイ1世 - ルーマニア王国国王
- イオン・アントネスク - 陸軍元帥。ルーマニア王国首相
- ミハイ・アントネスク - ルーマニア王国副首相兼外務大臣
- コンスタンチン・サナテスク - 陸軍大将。ルーマニア王国首相、国防大臣兼参謀総長
- ニコラエ・ラデスク（英語版） - 陸軍中将。ルーマニア王国首相
- イオシフ・イアコビチ - 陸軍中将。国防大臣兼参謀総長
- コンスタンチン・パンタツ - 陸軍中将。国防大臣

#### 職業軍人
- ペトレ・ドゥミトレスク - 陸軍大将。第3軍（英語版）司令官。スターリングラード攻防戦（英語版）、第一次ヤッシー＝キシニョフ攻防戦など
- イリエ・シュテフレア - 陸軍中将。参謀総長
- ニコラエ・チュペルカ（ルーマニア語版） - 陸軍中将。第4軍（英語版）司令官。ミュンヘン作戦、オデッサの戦いなど
- ミハイ・ラコヴィッツァ - 陸軍中将。第4軍司令官。第一次トゥルグ・フルモス攻防戦、第二次トゥルグ・フルモス攻防戦など
- ニコラエ・ダスカレスク - 陸軍中将。第3軍司令官代行、第4軍司令官。プラハ攻勢など
- ゲオルゲ・アヴラメスク - 陸軍中将。山岳軍団（英語版）長。セヴァストポリ包囲戦、トゥルダの戦い（英語版）など
- ラドゥ・コルーネ - 陸軍少将。第1装甲師団（ルーマニア語版）長。ケルチ半島の戦い（英語版）、第二次トゥルグ・フルモス攻防戦など
- ミハイ・ラスカル - 陸軍少将。ルーマニア第6歩兵師団長。スターリングラード攻防戦（英語版）など
- ヨアン・ゲオルゲスク（ルーマニア語版） - 海軍中将。ルーマニア海軍総司令官
- ホリア・マチェラリウ（ルーマニア語版） - 海軍少将。ルーマニア海軍参謀長
- エマノイル・イオネスク（英語版） - 空軍少将。ルーマニア空軍司令官
- エルミル・ゲオルジウ（英語版） - 空軍少将。ルーマニア空軍参謀長
- アレクサンドル・シェルバネスク - 空軍大尉。エース・パイロット
- コンスタンティン・カンタクジノ - 空軍大尉。エース・パイロット

#### その他
- ホリア・シマ - 鉄衛団指導者

### ブルガリア

#### 政治指導者
- ボリス3世 - ブルガリア王国国王
- プレスラフ公キリル - ブルガリア王国摂政王子
- ボグダン・フィロフ - 首相兼執政
- アレクサンドル・ツァンコフ（英語版） - ブルガリア亡命政府（英語版）首相
- ニコラ・ミホフ - 陸軍中将。国防大臣

#### 職業軍人
- ヴラディミル・ストイチェフ - 陸軍大将。第1軍（英語版）司令官。トランスダニュービア丘陵の戦い（英語版）、ナジカニジャ＝ケルメンド攻勢（英語版）など
- コンスタンチン・ルーカシュ（英語版） - 陸軍中将。ブルガリア陸軍陸軍参謀長
- アセン・トシェフ（ブルガリア語版） - 海軍少将。ブルガリア海軍司令官
- ディミタール・アイラノフ（ブルガリア語版） - 空軍少将。ブルガリア空軍司令官
- ストヤン・ストヤノフ - 空軍少佐。エース・パイロット

#### その他
- イヴァン・ミハイロフ（英語版） - 内部マケドニア革命組織指導者
- アンドン・カルチェフ（英語版） - オフラーナ指導者

### スロバキア

#### 政治指導者
- ヨゼフ・ティソ - スロバキア独立国大統領、スロバキア人民党党首
- ヴォイテフ・トゥカ - スロバキア独立国首相兼外務大臣
- シュテファン・ティソ（英語版） - スロバキア独立国首相兼外務大臣
- フェルディナンド・チャトロシュ - 陸軍中将。国防大臣、参謀総長、ベルノラーク軍（英語版）司令官
- ステファン・ハッシク - 将軍。国防大臣

#### 職業軍人
- ルドルフ・ピルフォウセク（ポーランド語版） - 陸軍准将、武装親衛隊大佐。SS祖国防衛スロバキア（英語版）指揮官。ルィーポヴェツィの戦い（チェコ語版）など
- ヨゼフ・トゥラネク（ウクライナ語版） - 陸軍准将。快速師団（ウクライナ語版）長
- アウグスチン・マラー - 陸軍准将。快速師団（ウクライナ語版）長。
- ステファン・ユレク - 陸軍准将。快速師団（ウクライナ語版）長。
- ヤン・ゴリアン - 陸軍准将。スロバキア民衆蜂起指導者
- ヤン・レズナク - 空軍曹長。エース・パイロット
- イジドル・コヴァーリク - 空軍曹長。エース・パイロット

### クロアチア

#### 政治指導者
- トミスラヴ2世 - クロアチア独立国国王
- アンテ・パヴェリッチ - クロアチア独立国ポグラヴニク（英語版）総統、ウスタシャ指導者
- ニコラ・マンディッチ（英語版） - 首相
- ジャフェル・クレノヴィッチ（英語版） - 副首相
- ムラデン・ロルコヴィッチ（英語版） - 外務大臣
- ミレ・ブダク（英語版） - 外務大臣
- スラヴコ・クヴァテルニク - 陸軍元帥。国防大臣、クロアチア独立国軍総司令官
- ミロスラヴ・ナヴラティル（英語版） - 空軍大将。国防大臣、クロアチア独立国空軍（英語版）司令官
- ニコラ・シュタインフェル（クロアチア語版） - 海軍中将。国防大臣、クロアチア独立国海軍司令官
- アンテ・ヴォキッチ（英語版） - ウスタシャ民兵大佐。国防大臣

#### 職業軍人
- ヴラディミル・ラクサ - 陸軍中将。クロアチア独立国軍参謀総長
- マルコ・メシッチ（英語版） - 陸軍大佐。クロアチア義勇兵第369増強歩兵連隊（英語版）長
- ヴェコスラヴ・ルブリッチ - ウスタシャ民兵大佐。クロアチア国軍（英語版）司令官
- ユレ・フランツェティッチ（英語版） - ウスタシャ民兵大佐。黒軍団（英語版）指揮官
- ラファエル・ボーバン - ウスタシャ民兵大佐。黒軍団（英語版）指揮官
- ジュロー・ヤクチン - 海軍少将。クロアチア独立国海軍司令官
- エドガル・アンゲリ - 海軍少将。クロアチア独立国海軍司令官
- アンドロ・ヴルクリャン（クロアチア語版） - 海軍大佐。クロアチア海軍部隊（英語版）指揮官
- ヴラディミル・クレン - 空軍少将。クロアチア独立国空軍（英語版）司令官
- マト・デュコヴァク - 空軍大尉。エース・パイロット

### タイ

#### 政治指導者
- ラーマ8世 - 国王陛下。大戦中のほとんどをスイスで過ごす
- プレーク・ピブーンソンクラーム元帥（階級が付いた名前が正式名称） - 総理大臣。独裁的な政治手法で批判はあったが、結果的にタイ王国の独立を守った
- ワンワイタヤーコーン・ワラワン - ピブーンソンクラーム内閣の外務大臣。ナラーティッププラパンポン親王の息子
- プリーディー・パノムヨン - 政治家。自由タイ運動指導者

## 占領下の国

### フランス

#### 政治指導者
- ポール・レノー - 首相。フランス侵攻時の首相
- エドアール・ダラディエ - 首相。ミュンヘン会談で妥協する
- シャルル・ド・ゴール - 軍人、政治家。「自由フランス」を指揮。1944年にフランス共和国臨時政府の代表となる

##### ヴィシー政権
- フィリップ・ペタン - 軍人、政治家。降伏時の首相で、ヴィシー政権の元首
- ピエール・ラヴァル - 政治家。ヴィシー政権で対独協力（コラボラシオン）を推進する
- フランソワ・ダルラン - 軍人。ヴィシー政権の首相・海軍大臣だったが、連合軍に協力して北アフリカの軍を降伏させる
- マキシム・ウェイガン - 軍人。ヴィシー政権の国防大臣

#### 職業軍人
- アンリ・ジロー - 軍人。北アフリカの軍事司令官として国民解放委員会（en、CFLN）の共同議長となる
- フィリップ・ルクレール - 軍人。自由フランス軍の将軍
- ジャン・ド・ラトル・ド・タシニ - 軍人。第1軍司令官。コルマールの戦い、ドラグーン作戦など
- マリー＝ピエール・ケーニグ - 軍人。フランス国内軍司令官。ビル・ハケイムの戦いなど
- アルフォンス・ジュアン（英語版） - 軍人。フランス遠征軍団（英語版）長。モンテ・カッシーノの戦いなど
- ルネ・プリウー（英語版） - 軍人。第1軍（英語版）司令官。アニューの戦い、ジャンブルーの戦い（英語版）など
- エドガー・ド・ラルミナ - 軍人。自由フランス第1師団（英語版）長
- フィリップ・キフェール（英語版） - 軍人。フュージリア海兵コマンド第1大隊（英語版）長。ソード・ビーチなど
- ピエール・クロステルマン - 軍人。エース・パイロット

#### その他
- ジャック・ドリオ - ファシスト。フランス人民党党首

### ポーランド

#### ポーランド第二共和国

##### 政治指導者
- イグナシィ・モシチツキ - ポーランド第二共和国大統領
- フェリツィヤン・スワヴォイ・スクワトコフスキ（英語版） - 陸軍少将。首相
- ユゼフ・ベック - 陸軍大佐。外務大臣
- タデウシュ・カスプシツキ - 陸軍少将。国防大臣

##### 職業軍人
- エドヴァルト・リッツ＝シミグウィ - ポーランド元帥。ポーランド軍最高司令官
- ユリウシュ・ルンメル（英語版） - 陸軍少将。ウッチ軍（英語版）司令官、ワルシャワ軍（英語版）司令官
- ヴィクトル・トンメー（英語版） - 陸軍准将。ピョートルクフ作戦集団（ポーランド語版）司令官。ヴォラ・ツィルソヴァの戦い（英語版）、モドリンの戦い（英語版）など
- フランチシェック・クレーベルク - 陸軍准将。ポレシェ独立作戦集団（英語版）司令官。コツクの戦い（英語版）など
- ヴィルヘルム・オルリク＝リュッケマン（英語版） - 陸軍准将。国境防衛隊（英語版）司令官。シャツクの戦い（英語版）など

#### ポーランド亡命政府

##### 政治指導者
- ヴワディスワフ・ラチュキェヴィチ（英語版） - ポーランド亡命政府大統領
- ヴワディスワフ・シコルスキ - 陸軍中将。首相兼国防大臣
- アウグスト・ザレスキ（英語版） - 外務大臣
- エドヴァルト・ベルナルト・ラチンスキ（英語版） - 外務大臣
- マリアン・クキェル - 陸軍大将。国防大臣

##### 職業軍人
- カジミェシュ・ソスンコフスキ（英語版） - 陸軍中将。西部ポーランド軍（英語版）総司令官
- スタニスワフ・コパンスキ - 陸軍少将。西部ポーランド軍参謀総長
- タデウシュ・コモロフスキ - 陸軍少将。ポーランド国内軍総司令官
- ヴワディスワフ・アンデルス - 陸軍少将。アンデルス軍団（英語版）司令官。モンテ・カッシーノの戦い、アンコーナの戦い（英語版）など
- スタニスワフ・マチェク - 陸軍少将。第10自動車化騎兵旅団（英語版）長、第1装甲師団（英語版）長。ヨルダヌフの戦い（英語版）、ルヴフの戦い（英語版）、トラクタブル作戦（英語版）など
- ズィグムント・ボフシュ＝シシュコ - 陸軍准将。ポーランド独立山岳旅団（英語版）長、第2軍団（英語版）長。ナルヴィクの戦い、ボローニャの戦い（英語版）など
- スタニスラウ・ソサボフスキー - 陸軍少将。第1独立パラシュート旅団（英語版）長
- スタニスワフ・スカルスキ - 空軍准将。エース・パイロット
- ヴォイテク - 陸軍伍長。兵隊クマ

#### ソ連占領下ポーランド

##### 政治指導者
- エドヴァルト・オスプカ＝モラフスキ - ポーランド国民解放委員会議長。国民統一臨時政府首相。

##### 職業軍人
- ミハウ・ロラ＝ジミェルスキ - ポーランド元帥。ポーランド人民軍、東部ポーランド軍（英語版）総司令官、ルブリン委員会国防部長
- ズィグムント・ベルリンク - 陸軍少将。第1コシューシコ歩兵師団（英語版）長、第1軍（英語版）司令官、東部ポーランド軍（英語版）副司令官

### チェコ

#### 政治指導者
- エドヴァルド・ベネシュ - チェコスロバキア亡命政府大統領
- ヤン・シュラーメク - チェコスロバキア亡命政府首相
- ヤン・イングル - 陸軍大将。チェコスロバキア亡命政府国防大臣
- エミール・ハーハ - ベーメン・メーレン保護領大統領
- アロイス・エリアーシ - 陸軍少将。ベーメン・メーレン保護領首相
- ヤン・スィロヴィ - 陸軍大将。ベーメン・メーレン保護領国防大臣

#### 職業軍人
- ルドヴィーク・スヴォボダ - 陸軍上級大将。第1軍団（英語版）長。ソコロヴォの戦い（英語版）、ドゥクラ峠の戦い（英語版）など
- ルドルフ・ヴィエスト - 陸軍少将。チェコスロバキア亡命政府国防大臣代行、スロバキア民衆蜂起指導者
- アロイス・リシュカ（英語版） - 陸軍少将。第1チェコスロバキア装甲旅団（英語版）長。ダンケルク包囲戦（英語版）など
- カレル・クラパレク（英語版） - 陸軍少将。チェコスロバキア第11歩兵大隊（英語版）長。トブルク包囲戦、プラハの戦いなど
- ヨゼフ・ガプチーク - 曹長。エンスラポイド作戦実行者
- ヨゼフ・フランチシェク - ポーランド空軍軍曹。エース・パイロット

### ノルウェー

#### 政治指導者
- ホーコン7世 - ノルウェー王国国王
- ヨハン・ニューゴールスヴォルド（英語版） - ノルウェー亡命政府（英語版）首相
- ヴィドクン・クヴィスリング - クヴィスリング政権の元首
- ハルヴダン・コート（英語版） - 外務大臣
- トリグブ・リー - 亡命政府外務大臣
- オスカル・トルプ（英語版） - ノルウェー亡命政府国防大臣

#### 職業軍人
- オットー・ルーゲ - 陸軍中将。参謀総長
- カール・グスタフ・フライシャー（英語版） - 陸軍少将。ノルウェー第6師団（英語版）長
- アルネ・ダグフィン・ダール（英語版） - 陸軍大佐。アルタ大隊（英語版）長
- ビルゲル・エリクセン - 陸軍大佐。オスカルスボルグ要塞（英語版）司令官。オスロフィヨルドの戦いなど
- レイフ・ラルセン（英語版） - 海軍少佐。シェトランド・バス（英語版）リーダー
- マックス・マヌス（英語版） - 中尉。マルドニオス作戦（英語版）など

### デンマーク

#### 政治指導者
- クリスチャン10世 - デンマーク王国国王
- トーヴァル・スタウニング - 首相
- ヴィルヘルム・ブル - 首相
- イーレク・スカヴィーニウス（英語版） - 首相、外務大臣
- アルスィング・アナスン（英語版） - 国防大臣
- セーアン・ブロアソン（デンマーク語版） - 国防大臣

#### 職業軍人
- ウィリアム・ヴァイン・プリオル（英語版） - 陸軍少将。デンマーク陸軍最高司令官
- オーエ・ヘリェスン・ヴェデル（デンマーク語版） - 海軍中将。デンマーク海軍司令官
- クリスチャン・フレゼリク・フォン・シャルブルク（英語版） - 武装親衛隊中佐。デンマーク義勇軍（英語版）指揮官、デミャンスク包囲戦で戦死

#### その他
- ベント・ファウアスコウ＝ヴィード（英語版） - デンマーク抵抗運動（英語版）活動家。ホルガー・ダンスク（英語版）メンバー
- ヨーエン・ホーウン・スミズ（英語版） - デンマーク抵抗運動活動家。ホルガー・ダンスク（英語版）メンバー

### オランダ

#### 政治指導者
- ウィルヘルミナ - ネーデルラント王国女王
- ピーテル・ショールズ・ヘルブランディ（英語版） - オランダ亡命政府（英語版）首相
- エルコ・ファン・クレフェンス（英語版） - 外務大臣
- ヘンドリック・ファン・ブーイエン（英語版） - 国防大臣
- ヨハン・フュルストナー（英語版） - 海軍大臣

#### 職業軍人
- ハイン・テル・ポールテン - 陸軍中将。王立オランダ領東インド陸軍総司令官
- カレル・ドールマン - 海軍少将。スラバヤ沖海戦で戦死
- ヘラルドゥス・モーイマン（英語版） - 武装親衛隊少尉
- デルク＝エルスコ・ブラインス - 武装親衛隊曹長
- カスペル・スポルク - 武装親衛隊伍長

#### その他
- アントン・ミュッセルト - オランダ国家社会主義運動（NSB）党首
- メイノード・ロスト・ヴァン・トーニンゲン（英語版） - NSB幹部
- ヘンク・フェルトマイヤー - NSB幹部、ネーデルラントSS（英語版）設立者、武装親衛隊大尉
- コルネリス・ファン・ヘールカーケン（英語版） - NSB幹部

### ベルギー

#### 政治指導者
- レオポルド3世 - ベルギー王国国王
- ユベール・ピエルロ（英語版） - 首相
- ポール＝アンリ・スパーク - 外務大臣

#### 職業軍人
- オーギュスト＝エドゥアール・ジリアールト（英語版） - 陸軍中将。ベルギー遠征軍司令官。東アフリカ戦線など
- ジャン＝バティスト・ピロン（英語版） - 陸軍中将。第1ベルギー歩兵旅団（英語版）長。パドル作戦（英語版）など
- エディ・ブロンディール（英語版） - 陸軍中佐。第5特殊空挺部隊（英語版）長。バルジの戦いなど
- レオン・デグレール（英語版） - 武装親衛隊大佐。レクシズム指導者、ワロニア帝国大管区（英語版）初代ガウライター、第28SS義勇擲弾兵師団長
- レミ・シュライネン - 武装親衛隊伍長。第6SS義勇突撃旅団麾下レーマン戦闘団対戦車砲兵。タンネベルク線の戦い（英語版）で活躍

### ギリシャ

#### 政治指導者
- ゲオルギオス2世 - ギリシャ王国国王
- イオアニス・メタクサス - ギリシャ王国首相
- エマヌエル・ツデロス - ギリシャ亡命政府首相
- パナギオティス・カネロプーロス（英語版） - ギリシャ亡命政府国防大臣
- ゲオルギオス・ツォラコグル - ギリシャ国（枢軸国傀儡政権）首相
- コンスタンディノス・ロゴセトプロス（英語版） - ギリシャ国首相
- イオアニス・ラリス（英語版） - ギリシャ国首相
- ゲオルギオス・パパンドレウ - ギリシャ王国首相

#### 職業軍人
- アレクサンドロス・パパゴス（英語版） - 陸軍元帥。ギリシャ軍最高司令官。後に首相
- アレクサンドロス・サケラリオウ - 海軍中将。ギリシャ海軍司令官
- トラシュブロス・ツァカロトス（英語版） - 陸軍中将。第3ギリシャ山岳旅団（英語版）長。リミニの戦い（英語版）など
- パフサニアス・カトソタス（英語版） - 陸軍少将。ギリシャ第1歩兵旅団長。エル・アラメインの戦いなど

#### その他
- アリス・ヴェロウヒオティス（英語版） - ギリシャ人民解放軍（英語版）指導者
- ナポレオン・ゼルバス（英語版） - ギリシャ民族共和同盟（英語版）指導者
- ディミトリオス・プサロス（英語版） - 民族・社会解放（英語版）指導者
- アルキビアド・ディアマンディ（英語版） - ピンドス公国・マケドニア公国大公
- ニコラ・マトゥーシ（英語版） - ピンドス公国・マケドニア公国摂政
- チェスネキー・ジュラ - ピンドス公国・マケドニア公国大公

### アルバニア

#### 政治指導者
- ゾグー1世 - アルバニア王国国王
- コチョ・コタ（英語版） - アルバニア王国首相
- ジェマル・アラニタシ（英語版） - 陸軍大臣
- グスタフ・フォン・ミュルダーチ（英語版） - アルバニア王国陸軍（英語版）参謀総長
- シェフケト・ヴェルラツィ（英語版） - イタリア占領下アルバニア王国（英語版）首相
- マリチ・ブシャティ（英語版） - 首相、大アルバニア防衛指導者
- メフディ・フラシェリ（英語版） - ドイツ占領下アルバニア王国（英語版）首相、摂政

#### その他
- ミドハト・フラシェリ（英語版） - バリ・コンバタール（英語版）指導者
- アバズ・クピ（英語版） - アルバニア王政復古運動（英語版）指導者
- エンヴェル・ホッジャ - アルバニア民族解放運動（英語版）指導者。後にアルバニア人民共和国首相

### ユーゴスラビア

#### 政治指導者
- ペータル2世 - ユーゴスラビア王国国王
- ドゥシャン・シモヴィッチ（英語版） - 首相
- アレクサンダル・ツィンツァル＝マルコヴィッチ（セルビア語版） - 外務大臣
- ペータル・ペシッチ - 陸軍大将。国防大臣
- スロボダン・ヨヴァノヴィッチ（英語版） - ユーゴスラビア亡命政府（スペイン語版）首相
- イヴァン・シュバシッチ（英語版） - ユーゴスラビア亡命政府首相兼外務大臣
- モムチロ・ニンチッチ（英語版） - ユーゴスラビア亡命政府外務大臣
- ヨシップ・ブロズ・チトー - パルチザン指導者。後にユーゴスラビア社会主義連邦共和国大統領

#### 職業軍人
- ダニロ・カラファトヴィッチ - 陸軍元帥。参謀総長
- ボゴリュブ・イリッチ（セルビア語版） - 陸軍大将。ユーゴスラビア王国軍（英語版）司令官
- ボリヴォイェ・ミルコヴィッチ（英語版） - 空軍准将。ユーゴスラビア王国空軍（英語版）司令官
- フラニョ・クルズ（英語版） - 空軍少佐。ユーゴスラビア空軍司令官

#### その他
- ドラジャ・ミハイロヴィッチ - チェトニック指導者
- イスメト・ポポヴァツ（英語版） - チェトニック指導者。ムスリム人
- ミハ・クレク（英語版） - スロベニア人民党（英語版）指導者
- レオン・ルプニク（英語版） - スロベニア郷土防衛隊（英語版）司令官

### セルビア

#### 政治指導者
- ミラン・ネディッチ - セルビア救国政府首相
- ミラン・アチモヴィッチ（英語版） - 内務大臣

#### その他
- ディミトリイェ・リョティッチ（英語版） - ユーゴスラビア国民運動（英語版）指導者
- ドラゴミル・ヨヴァノヴィッチ（英語版） - セルビア国家防衛隊（英語版）司令官
- コスタ・ムシツキ（英語版） - セルビア義勇軍団（英語版）司令官
- モムチロ・ジュイッチ（英語版） - 神品、チェトニック指導者

### モンテネグロ

#### 政治指導者
- セクレ・ドルリェヴィッチ（英語版） - イタリア王国によるモンテネグロ占領（英語版）期におけるイタリア王国支配下のモンテネグロ国民委員会の委員長。
- ブラジョ・ジュカノヴィッチ（英語版） - ドルリェヴィッチの後継委員長

#### その他
- パヴレ・ジュリシッチ（英語版） - モンテネグロ義勇軍団（英語版）司令官
- クルスト・ポポヴィッチ（英語版） - ゼレナシ（英語版）指導者、ロヴチェン旅団（英語版）司令官

### ウクライナ

#### 政治指導者
- ステパーン・バンデーラ - ウクライナ民族主義者革命組織（ロシア語版）指導者
- アンドリー・メーリヌィク（英語版） - ウクライナ民族主義者組織メーリヌィク派（ロシア語版）指導者
- アンドリー・リヴィツキー（英語版） - ウクライナ亡命政府（ウクライナ語版）大統領
- ヤロスラフ・ステツコ（英語版） - ウクライナ国民政府（英語版）首相
- ヴォロディームィル・クビヨーヴィチ（英語版） - ウクラナイナ中央委員会（ウクライナ語版）代表

#### 職業軍人
- タラース・ブーリバ＝ボロヴェツ（英語版） - ウクライナ人民革命軍（英語版）司令官
- ムィハーイロ・オメリヤノーヴィチ＝パウレーンコ（英語版） - ウクライナ解放軍（英語版）司令官
- ペトロー・ディアチェンコ（英語版） - ウクライナ解放軍司令官
- パウロー・シャンドルーク（英語版） - ウクライナ国民委員会（英語版）代表、ウクライナ国民軍（英語版）司令官
- ロマン・シュヘーヴィチ（英語版） - ナハチガル大隊（英語版）長、ウクライナ蜂起軍司令官

### ベラルーシ

#### 政治指導者
- ヴァシル・ザチャルカ（英語版） - ベラルーシ人民共和国亡命政府議長
- ミコラ・アブラムツィク（英語版） - ベラルーシ人民共和国亡命政府議長
- ラドスラウ・オストロウスキ（英語版） - 白ロシア中央ラーダ（英語版）代表

#### 職業軍人
- ブロニスラフ・カミンスキー - 親衛隊少将。カミンスキー旅団長
- フランチシャク・クシャル（英語版） - 武装親衛隊少佐。ベラルーシ地上防衛隊（英語版）指揮官
- ミハウ・ヴィトゥシュカ（英語版） - 黒猫部隊（英語版）指揮官

### エストニア

#### 政治指導者
- コンスタンティン・パッツ - 大統領
- カーレル・アインパル（英語版） - 首相
- カール・セルター（英語版） - 外務大臣
- ニコライ・レエク - 陸軍中将。国防大臣
- ユーリ・ウルオツ（英語版） - エストニア亡命政府首相
- アウグスト・レイ（英語版） - 亡命政府外務大臣

#### 職業軍人
- ヨハン・ライドネル - 陸軍大将
- ヨハン・プィトカ - 海軍少将。プィトカ提督戦闘群司令官
- アルフォンス・レバネ（英語版） - 武装親衛隊大佐
- ハーラル・リイパル（英語版） - 武装親衛隊中佐
- パウル・マイトラ - 武装親衛隊少佐
- ハーラル・ヌーギセクス - 武装親衛隊伍長

#### その他
- ヨハネス・ヴァレス（英語版） - エストニア・ソビエト社会主義共和国最高会議幹部会議長

### ラトビア

#### 政治指導者
- カールリス・ウルマニス - 大統領
- アウグスツ・キルヘンシュタインス（ラトビア語版） - 首相
- ウィリヘルムス・ムンタース（ラトビア語版） - 外務大臣
- クリシュヤーニス・ベルチス（英語版） - 陸軍大将。国防大臣
- パウルス・カリンシュ（ラトビア語版） - ラトビア亡命政府（英語版）首相
- カールリス・ラインホルツ・ザリンシュ（ラトビア語版） - 亡命政府外務大臣

#### 職業軍人
- ルードルフス・バンゲルスキス - 武装親衛隊中将
- アルトゥールス・シルガイリス - 武装親衛隊上級大佐
- カールリス・アペラーツ（英語版） - 武装親衛隊大佐
- ヴォルデマールス・ヴァイス（英語版） - 武装親衛隊大佐
- ヴォルデマールス・ラインホルツ（英語版） - 武装親衛隊中佐
- ニコライス・ガルディンシュ（英語版） - 武装親衛隊中佐
- ヴィクトルス・アラーイス（英語版） - 親衛隊少佐。ゾンダーコマンド・アライス（英語版）指揮官
- ミエルヴァルディス・アダムソンス（英語版） - 武装親衛隊大尉
- コンラース・カレーイス - 親衛隊曹長。ゾンダーコマンド・アライス（英語版）中隊長
- アルフレーツ・リエクスティンシュ（英語版） - 武装親衛隊伍長

#### その他
- ヴィリス・ラーツィス（ラトビア語版） - ラトビア・ソビエト社会主義共和国最高会議幹部会議長

### リトアニア

#### 政治指導者
- アンタナス・スメトナ - 大統領
- アンタナス・メルキス（英語版） - 首相
- ユオザス・ウルプシス（英語版） - 外務大臣
- スタシース・ラシュティキス（英語版） - 陸軍大将。国防大臣
- カジース・シュキルパ（英語版） - 駐独公使、リトアニア臨時政府首相
- ステポナス・カイリース（英語版） - リトアニア解放最高委員会代表

#### 職業軍人
- ポヴィラス・プレハヴィチュス（英語版） - 陸軍中将。リトアニア領土防衛隊（英語版）司令官

#### その他
- アンタナス・スニエチクス（英語版） - リトアニア・ソビエト社会主義共和国第一書記

### コーカサス

#### グルジア
- シャルヴァ・マグラケリゼ（英語版） - 東方部隊（英語版）グルジア軍団（英語版）指揮官

#### アルメニア
- ドラスタマット・カナヤン（英語版） - 東方部隊アルメニア軍団（英語版）指揮官

#### アゼルバイジャン
- アブドゥルラハマン・ファタリベイリ（英語版） - 東方部隊アゼルバイジャン軍団（英語版）指揮官

#### チェチェン
- ハサン・イスライロフ（英語版） - チェチェン独立運動指導者

### フィリピン

#### 政治指導者
- ホセ・ラウレル - 日本軍政下で大統領
- ラモン・マグサイサイ - 抗日ゲリラに参加。戦後大統領
- マニュエル・ケソン - 1935年大統領。日本がフィリピンを占領するとアメリカに渡り亡命政府を樹立するが死去

#### 職業軍人
- バシリオ・J・バルデス（タガログ語版） - 陸軍少将。フィリピン陸軍参謀総長
- パウリーノ・サントス（英語版） - 陸軍少将。マギンダナオの戦い（英語版）を指揮
- アルフレド・M・サントス（英語版） - 陸軍大佐。殊勲十字章受章者。フィリピン陸軍初の大将
- ヘスス・A・ヴィラモア（英語版） - 陸軍大佐。フィリピン陸軍航空軍（英語版）第6戦闘飛行隊長。殊勲十字章受章者
- フアン・パホタ（英語版） - 陸軍大尉。カバナトゥアン捕虜収容所襲撃（英語版）を指揮

#### その他
- アルテミオ・リカルテ - マカピリ指導者
- ベニグノ・ラモス - ガナップ党（英語版）指導者

### マレーシア（マラヤ連邦）

#### 政治指導者
- 王文華（陳平） - マラヤ共産党の指導者

### インドネシア

#### 政治指導者
- スカルノ - インドネシア独立運動指導者。初代大統領
- モハマッド・ハッタ - インドネシア独立運動指導者。初代副大統領

### インド

#### 政治指導者
- マハトマ・ガンディー - インド独立の父。独立運動家。1948年に暗殺されるまで独立運動を指揮した
- スバス・チャンドラ・ボース - 独立運動家。自由インド仮政府国家主席兼インド国民軍最高司令官
- ラース・ビハーリー・ボース（通称、中村屋のボース） - 独立運動家。自由インド仮政府最高顧問

#### その他
- ラダ・ビノード・パール - 法学者、裁判官。東京裁判において判事を務め、被告人全員の無罪を主張

## 中立国

### バチカン

#### 政治指導者
- ピウス11世 － 教皇、ラテラノ条約締結、バチカン市国の成立後、反共政策の一環としてナチスに接近、後に批判。
- ピウス12世 － 教皇、枢機卿時代には国務長官として、ナチスドイツの承認などをおこなった。教皇に就任後の第2次世界戦では中立を決めた。

### スイス

#### 政治指導者
- フィリップ・エッター（英語版） - 連邦大統領（1934年3月28日-1959年12月31日）。
- アンリ・ギザン - 将軍（最高司令官）。リュトリ演説でスイスの武装中立の固守を呼びかけて、小国スイスを守った
- ジュゼッペ・モッタ - 外務大臣。国際連盟を脱退し、実利重視・日和見主義を徹底したモッタ外交で有名

### スウェーデン

#### 政治指導者
- グスタフ5世 - スウェーデン王国国王
- ペール・アルビン・ハンソン - 首相
- クリスチャン・ギュンター（英語版） - 外務大臣
- ペール・エドヴィン・スコルド（英語版） - 国防大臣

#### 職業軍人
- オーロフ・テルネル（英語版） - 陸軍大将。スウェーデン軍最高司令官
- エルンスト・リンデル - 陸軍大将。スウェーデン義勇軍団（英語版）指揮官
- アルヒバルド・ドゥグラス（英語版） - 陸軍中将。スウェーデン陸軍参謀総長
- ベングト・ノルデンショルド（英語版） - 空軍中将。スウェーデン空軍参謀総長
- ファビアン・ターム（スウェーデン語版） - 海軍中将。スウェーデン海軍参謀総長
- ハンス＝イェスタ・ペーアソン - 武装親衛隊大尉。第11SS装甲偵察大隊第3中隊長
- スヴェン＝エリク・オルソン - 武装親衛隊曹長
- ラグナル・ヨハンソン - 武装親衛隊伍長
- ヨハン・ヴェストリン - 武装親衛隊伍長

#### その他
- カール・グスタフ・フォン・ローゼン - パイロット、探検家

### スペイン

#### 政治指導者
- フランシスコ・フランコ - スペイン総統
- ラモン・セラーノ・スニェル（英語版） - 外務大臣
- ホセ・エンリケ・バレーラ（英語版） - 陸軍大将。国防大臣

#### 職業軍人
- アグスティン・ムニョス・グランデス - 陸軍中将
- エミリオ・エステバン＝インファンテス - 陸軍中将。青師団長

### トルコ

#### 政治指導者
- イスメト・イノニュ - 大統領
- シュクリュ・サラジオウル - 首相

#### 職業軍人
- フェヴズィ・チャクマク - 	陸軍元帥。参謀総長

## 連合国

### アメリカ合衆国

#### 政治指導者
- ハリー・S・トルーマン - 終戦時の大統領
- フランクリン・ルーズベルト - 大統領。終戦を前に死去
- ヘンリー・A・ウォーレス - 副大統領（1941年から45年）及び農務長官（1933年から40年）。1944年6月20日の重慶極秘訪問で有名
- コーデル・ハル - 国務長官。国際連合の発案者
- ジョセフ・グルー - 戦前最後の駐日大使。国務次官、「三人委員会」委員。『滞日十年』

#### 職業軍人
- ドワイト・アイゼンハワー - 陸軍元帥。ヨーロッパ連合軍最高司令官。後に陸軍参謀総長、大統領
- ヘンリー・アーノルド - 陸軍元帥。アメリカ陸軍航空軍司令官。後に空軍元帥
- ダニエル・イノウエ - 陸軍大尉。日系人部隊第442連隊戦闘団の英雄
- アレクサンダー・ヴァンデグリフト - 海兵隊大将。ガダルカナル攻略戦、第18代海兵隊総司令官
- チャールズ・ウィロビー - 陸軍少将。ダグラス・マッカーサーの情報参謀
- アルバート・ウェデマイヤー - 陸軍少将。アメリカ軍中国方面（USFCT）司令官。後に大将
- リチャード・オカーン - 海軍少将。バラオ級潜水艦タング艦長
- ヨンオク・キム - 陸軍大尉。第442連隊戦闘団の一員として活躍した朝鮮系アメリカ人。後に大佐
- ジェームズ・ギャビン - 陸軍准将。第82空挺師団長。後に中将
- ダニエル・J・キャラハン - 海軍少将。第67.4任務群司令官。第三次ソロモン海戦で戦死
- アーネスト・キング - 海軍元帥。合衆国艦隊司令長官兼海軍作戦部長
- トーマス・C・キンケイド - 海軍中将。第7艦隊司令官
- ハズバンド・キンメル - 海軍大将。太平洋艦隊司令長官兼合衆国艦隊司令長官。真珠湾攻撃の責により解任
- マーク・W・クラーク - 陸軍大将。トーチ作戦、モンテ・カッシーノの戦いなど
- ウォルター・クルーガー - 陸軍大将。第3軍司令官、第6軍司令官
- レズリー・グローヴス - 陸軍准将。マンハッタン計画の責任者
- ジョーゼフ・ロートン・コリンズ - 陸軍准将。太平洋戦線、欧州戦線の両戦線を転戦。後に大将
- リチャード・サザランド - 陸軍中将。南西太平洋軍（英語版）参謀長
- ジョン・サッチ - 海軍大佐。サッチ・ウィーブの考案者。後に大将
- ジョセフ・スティルウェル - 陸軍大将。援蔣ルート確保
- カール・スパーツ - 陸軍大将。欧州戦略航空軍（英語版）、太平洋戦略航空軍（英語版）司令官。後に空軍大将
- レイモンド・スプルーアンス - 海軍大将。第5艦隊司令長官。後に太平洋艦隊司令長官、海軍大学校長
- ウォルター・ベデル・スミス - 陸軍中将。連合軍参謀長。
- ホーランド・スミス - 海兵隊大将。サイパン島攻略、硫黄島攻略など
- リッチモンド・K・ターナー - 海軍大将。ガダルカナル攻略戦、硫黄島攻略、沖縄攻略など
- ウィリアム・ドノバン - 陸軍少将。OSS長官
- ジミー・ドーリットル - 陸軍中佐として東京初空襲を指揮。その後中将まで昇進
- チェスター・ニミッツ - 海軍元帥。太平洋艦隊司令長官、太平洋方面最高司令官
- アーレイ・バーク - 海軍大将。第23駆逐部隊（英語版）司令。セント・ジョージ岬沖海戦で活躍
- サイモン・B・バックナー・ジュニア - 陸軍中将。沖縄戦で戦死
- ジョージ・パットン - 陸軍大将。ノルマンディー戦役、バルジの戦いなど
- ウィリアム・ハルゼー - 海軍大将。第3艦隊司令長官。後に元帥
- オマル・ブラッドリー - 陸軍大将。バルジの戦いなど。後に陸軍参謀総長、初代統合参謀本部議長、元帥
- フランク・J・フレッチャー - 海軍中将。第17任務部隊（英語版）、第11任務部隊指揮官。後に大将
- コートニー・ホイットニー - 陸軍少将。GHQ民政局長
- リチャード・ボング - 陸軍少佐。エース・パイロット
- クラレンス・マクラスキー - 海軍少佐。エンタープライズ艦載第6航空群司令。後に少将
- アンソニー・マコーリフ - 陸軍准将。ノルマンディー上陸作戦、バストーニュの戦いなど。後に大将
- ジョージ・C・マーシャル - 陸軍元帥。陸軍参謀総長。後に国務長官、国防長官
- ダグラス・マッカーサー - 元陸軍参謀総長、陸軍元帥。南西太平洋方面最高司令官、連合国軍最高司令官
- マーク・ミッチャー - 海軍中将、空母機動部隊指揮官。後に大将、大西洋艦隊司令長官
- フレデリック・ムースブラッガー - 海軍中将。ベラ湾夜戦で活躍
- ヘンリー・ムッチ（英語版） - 陸軍大佐。第6レンジャー大隊（英語版）長
- アーロン・S・メリル - 海軍中将。第68任務部隊司令官。ビラ・スタンモーア夜戦、ブーゲンビル島沖海戦で活躍
- フランク・メリル（英語版） - 陸軍少将。第5307混成部隊「メリルズ・マローダーズ（英語版）」指揮官
- アルフレッド・E・モントゴメリー - 海軍中将。空母任務群司令官として活躍
- カーチス・ルメイ - 陸軍少将。戦略爆撃の司令官。後に空軍、航空自衛隊設立に貢献
- チャールズ・A・ロックウッド - 海軍中将。潜水艦部隊の司令官として活躍

#### その他
- アレン・ウェルシュ・ダレス - 外交官、OSS工作官。ドイツとの降伏交渉（サンライズ作戦（英語版））や日本との終戦工作に奔走。後にCIA長官
- ロバート・オッペンハイマー - 科学者。マンハッタン計画の実務のリーダー
- フリッツ・クーン - 政治運動家、ファシスト。ドイツ系アメリカ人協会を結成
- ジョン・F・ケネディ - 海軍中尉、魚雷艇PT-109艇長。駆逐艦「天霧」に撃沈される。後に大統領
- ジョージ・H・W・ブッシュ - 海軍の雷撃機のパイロット。小笠原沖で撃墜される。後に大統領
- アナスタシイ・フォンシアツキ（英語版） - ファシスト。汎ロシア革命国民党（英語版）代表。

### ソビエト連邦

#### 政治指導者
- ヨシフ・スターリン - 共産党書記長、首相、最高総司令官
- ヴャチェスラフ・モロトフ - 外務人民委員
- ラヴレンチー・ベリヤ - 内務人民委員
- フセヴォロド・メルクーロフ - 国家保安人民委員
- ヴィクトル・アバクーモフ - 国防人民委員部防諜総局（スメルシ）長
- ニコライ・クズネツォフ - 海軍元帥。海軍人民委員

#### 職業軍人
- ゲオルギー・ジューコフ - ソ連邦元帥。最高司令官代理。ノモンハン事件、モスクワの戦いなど
- アレクサンドル・ヴァシレフスキー - ソ連邦元帥。参謀総長
- ボリス・シャポシニコフ - ソ連邦元帥。参謀総長
- セミョーン・チモシェンコ - ソ連邦元帥。司令官
- コンスタンチン・ロコソフスキー - ソ連邦元帥。司令官
- ロディオン・マリノフスキー - ソ連邦元帥。司令官
- イワン・コーネフ - ソ連邦元帥。司令官
- レオニード・ゴヴォロフ - ソ連邦元帥。司令官
- クリメント・ヴォロシーロフ - ソ連邦元帥。司令官
- セミョーン・ブジョーンヌイ - ソ連邦元帥。司令官
- グリゴリー・クリーク - ソ連邦元帥。司令官
- ワシーリー・チュイコフ - ソ連邦元帥。司令官
- ニコライ・ヴァトゥーチン - 上級大将。司令官
- イワン・チェルニャホフスキー - 上級大将。司令官
- ミハイル・カトゥコフ - 戦車軍元帥。戦車部隊司令官
- イワン・イサコフ - ソ連邦海軍元帥。海軍司令官
- セルゲイ・ゴルシコフ - ソ連邦海軍元帥。海軍司令官
- アレクサンドル・ノヴィコフ - 航空総元帥。空軍司令官
- イヴァーン・コジェドゥーブ - 赤色空軍少佐。エース・パイロット
- アレクサンドル・ポクルィシュキン - 赤色空軍中佐。エース・パイロット
- リディア・リトヴァク - 赤色空軍中尉。エース・パイロット
- ヴァシリ・ザイツェフ - 赤軍大尉。狙撃兵

#### その他
- コンスタンチン・スメタニン - 外交官。駐日特命全権大使
- ヤコフ・マリク - 外交官。駐日大使
- リヒャルト・ゾルゲ - スパイ
- パーヴェル・スドプラートフ - スパイ
- ナウム・エイチンゴン - スパイ
- アンドレイ・ウラソフ - ロシア解放軍司令官
- ピョートル・クラスノフ

### イギリス

#### 政治指導者
- ジョージ6世 - 英国王、インド皇帝
- クレメント・アトリー - 首相。ポツダム会談中の選挙に勝利し、ポツダム会談に参加
- ネヴィル・チェンバレン - 首相。ミュンヘン会談で妥協する
- ウィンストン・チャーチル - 首相

#### 職業軍人
- ハロルド・アレグザンダー - 陸軍元帥。南方軍（英語版）総司令官、中東軍（英語版）総司令官、地中海作戦戦域兼連合軍司令部（英語版）最高司令官など
- ヘイスティングス・イスメイ - 陸軍大将。ウィンストン・チャーチルの軍事首席補佐官（英語版）
- ヘンリー・メイトランド・ウィルソン（英語版） - 陸軍元帥。ペルシア・イラク軍（英語版）、中東軍総司令官、地中海作戦戦域、統合参謀派遣団最高司令官など
- オード・ウィンゲート - 陸軍少将。ギーデン部隊（英語版）長、チンディット部隊（ウィンゲート旅団）長など
- アーチボルド・ウェーヴェル - 陸軍元帥。中東軍総司令官、英印軍総司令官、ABDA司令部最高司令官、インド総督など
- ジョン・ヴェレカー - 陸軍元帥。英国遠征軍総司令官。ダンケルクの戦いを指揮
- フレデリック・J・ウォーカー - 海軍大佐。第36護衛群（英語版）、第2護衛群（英語版）指揮官。対潜戦指揮官として活躍
- デイヴィッド・ワンクリン - 海軍少佐。U級潜水艦P37アップホルダー艦長
- クロード・オーキンレック - 陸軍元帥。南方軍総司令官、中東軍総司令官、第8軍（英語版）総司令官、英印軍総司令官。クルセーダー作戦を指揮
- リチャード・オコーナー - 陸軍大将。西部砂漠軍（英語版）司令官、第13軍団（英語版）長、第8軍団（英語版）長。コンパス作戦を指揮
- エイドリアン・カートン・デ・ウィアート - 陸軍中将。第61歩兵師団（英語版）長。ナムソスの戦いを指揮
- アンドルー・カニンガム - 海軍元帥。地中海艦隊司令官、第一海軍卿。地中海の戦いで活躍
- エドワード・クイナン（英語版） - 陸軍大将。第10軍（英語版）司令官
- ジェームズ・サマヴィル - 海軍元帥。H部隊司令官、東洋艦隊司令官。メルセルケビール海戦、スパルティヴェント岬沖海戦、セイロン沖海戦を指揮
- ジョニー・ジョンソン - 空軍少将。エース・パイロット
- ウィリアム・スリム - 陸軍元帥。第10インド歩兵師団（英語版）長、第14軍（英語版）司令官。インパール作戦、イラワジ会戦を指揮
- ヒュー・ダウディング - 空軍大将。戦闘機軍団司令官。バトル・オブ・ブリテンを指揮
- アーサー・テッダー（英語版） - 空軍元帥。中東航空軍団（英語版）司令官、地中海連合空軍（英語版）司令官、連合国遠征軍最高司令部副司令官など
- ジョン・トーヴィー - 海軍元帥。本国艦隊司令官、ノア管区司令官など
- ヒュー・トレンチャード - 空軍元帥
- ダドリー・パウンド - 海軍元帥。第一海軍卿
- アーサー・パーシバル - 陸軍中将。マレー軍（英語版）司令官。シンガポールの戦いで降伏
- アーサー・ハリス - 空軍元帥。空軍副参謀長（英語版）、爆撃機軍団（英語版）司令官。ハンブルク空襲、ドレスデン爆撃を指揮
- トーマス・フィリップス - 海軍大将。海軍副参謀長（英語版）、中国艦隊司令官。マレー沖海戦で戦死
- アラン・ブルック - 陸軍元帥。イギリス陸軍参謀総長
- バーナード・フレイバーグ - 陸軍中将。ニュージーランド第2師団（英語版）長、第10軍団（英語版）長。クレタ島の戦いを指揮
- ブルース・フレーザー - 海軍元帥。第三海軍卿（英語版）、本国艦隊司令官、東洋艦隊司令官。北岬沖海戦、沖縄戦を指揮
- フランク・ホイットル - 空軍准将。ターボジェットエンジンを開発
- パーシー・ホバート - 陸軍少将。第11装甲師団（英語版）長、第79機甲師団（英語版）長。特殊装甲車両ホバーツ・ファニーズ開発者
- ブライアン・ホロックス - 陸軍中将。第9装甲師団（英語版）長、第13軍団長、第10軍団長、第9軍団（英語版）長、第30軍団（英語版）長など
- ルイス・マウントバッテン - 海軍元帥。ヴィクトリア女王の曾孫。ディエップの戦いや、アジアではビルマ戦線などで日本軍との戦いの総指揮を執る
- トラフォード・リー＝マロリー - 空軍大将。第12戦闘機群（英語版）、第11戦闘機群（英語版）司令官、戦闘機軍団司令官、連合国遠征空軍（英語版）司令官など
- バーナード・モントゴメリー - 陸軍元帥。第8軍、第21軍集団（英語版）司令官。エル・アラメインの戦い、ハスキー作戦、イタリア侵攻、ノルマンディー上陸作戦を指揮
- バートラム・ラムゼイ - 海軍大将。ダイナモ作戦を指揮

#### その他
- ロバート・クレイギー - 外交官。駐日大使
- ジョン・メイナード・ケインズ－経済学者、大蔵省、インド省職員、『平和の経済的帰結』で第2次世界大戦を予言
- オズワルド・モズレー - ファシスト。イギリスファシスト連合を設立
- アーノルド・リース - ファシスト。帝国ファシスト連盟を設立
- ウィリアム・ジョイス - ファシスト。ホーホー卿

### カナダ

#### 政治指導者
- ウィリアム・ライアン・マッケンジー・キング - 首相
- アンドリュー・マクノートン（英語版） - 陸軍大将。国防大臣

#### 職業軍人
- ハリー・クレラー（英語版） - 陸軍大将。カナダ陸軍参謀総長
- ガイ・シモンズ（英語版） - 陸軍中将。第2軍団（英語版）長、第1軍（英語版）司令官。スヘルデの戦いなど
- クリストファー・ヴォークス（英語版） - 陸軍少将。第1歩兵師団（英語版）長、第4装甲師団（英語版）長。オルトーナの戦い（英語版）など
- ブルース・マシューズ（英語版） - 陸軍少将。第2歩兵師団（英語版）長。フローニンゲンの戦い（英語版）など
- パーシー・W・ネレス（英語版） - 海軍大将。カナダ海軍参謀総長。セントローレンスの海戦（英語版）など
- レナード・W・マーレイ（英語版） - 海軍少将。ニューファンドランド護衛戦隊（英語版）司令官、中央護衛戦隊（英語版）司令官、カナダ北西大西洋軍（英語版）司令官
- ロイド・サミュエル・ブリードナー（英語版） - 空軍大将。カナダ空軍参謀総長
- ジョージ・F・バーリング - 空軍大尉。エース・パイロット

### オーストラリア

#### 政治指導者
- ジョン・カーティン - 首相
- ハーバート・エバット - 外務大臣

#### 職業軍人
- トーマス・ブレーミー（英語版） - 陸軍元帥。オーストラリア陸軍最高司令官
- レスリー・モースヘッド（英語版） - 陸軍中将。第9師団（英語版）長、第2軍（英語版）司令官。トブルク包囲戦、エル・アラメインの戦い、ボルネオの戦いなど
- ジョン・ノースコット - 陸軍中将。オーストラリア陸軍参謀総長
- バーノン・スターディー（英語版） - 陸軍中将。オーストラリア陸軍参謀総長
- ガイ・ロイル（英語版） - 海軍中将。オーストラリア海軍参謀総長
- ジョージ・ジョーンズ（英語版） - 空軍中将。オーストラリア空軍参謀総長
- ウィリアム・ボストック（英語版） - 空軍少将。オーストラリア空軍軍団（英語版）長

### ニュージーランド

#### 政治指導者
- ピーター・フレイザー（英語版） - 首相
- フレッド・ジョーンズ（英語版） - 国防大臣

#### 職業軍人
- エドワード・プティック（英語版） - 陸軍中将。ニュージーランド陸軍（英語版）参謀総長
- ハロルド・エリック・バラクロウ（英語版） - 陸軍少将。ニュージーランド第3師団（英語版）長。グリーン諸島の戦いなど
- キース・パーク（英語版） - 空軍大将。第11飛行群（英語版）司令官、第74飛行隊（英語版）司令官。バトル・オブ・ブリテン、マルタ包囲戦（英語版）など
- レナード・モンク・イシット（英語版） - 空軍少将。ニュージーランド空軍参謀総長
- コリン・フォークランド・グレイ - 空軍中佐。エース・パイロット

### 南アフリカ

#### 政治指導者
- ヤン・スマッツ - 首相

#### 職業軍人
- ピエール・ファン・レイネフェルト（英語版） - 空軍大将。南アフリカ防衛軍（英語版）参謀総長
- クリストッフェル・フェンター（英語版） - 空軍少将。南アフリカ空軍参謀総長
- ガイ・ハリファックス（英語版） - 海軍少将。南アフリカ海軍参謀総長
- ダン・ピーナール（英語版） - 陸軍少将。第1歩兵師団（英語版）長。エル・アラメインの戦いなど
- エベレッド・プール（英語版） - 陸軍少将。第6装甲師団（英語版）長。イタリア戦線など
- マーマデューク・パトル - 空軍少佐。エース・パイロット

### ブラジル

#### 政治指導者
- ジェトゥリオ・ドルネレス・ヴァルガス - 大統領
- オズヴァルド・アラニャ（英語版） - 外務大臣
- エウリコ・ガスパール・ドゥトラ（英語版） - 陸軍大臣

#### 職業軍人
- ジョアン・バプティスタ・マスカレニャス・デ・モライス（英語版） - 陸軍元帥。ブラジル遠征軍（英語版）司令官。モンテ・カステッロの戦い（英語版）、コッレッキオの戦い（英語版）など

### メキシコ

#### 政治指導者
- マヌエル・アビラ・カマチョ - 大統領
- エセキエル・パディーリャ・ペニャロサ（英語版） - 外務大臣

#### 職業軍人
- アントニオ・カルデナス・ロドリゲス（英語版） - 空軍少将。メキシコ遠征空軍（英語版）司令官。ルソン島の戦いなど

### モンゴル人民共和国

#### 政治指導者
- ホルローギーン・チョイバルサン - 内閣総理大臣兼外務大臣。ソ連の対日宣戦布告に基づき、参戦を決定
- ユムジャーギィン・ツェデンバル - モンゴル人民革命党第1書記

### 中華民国

#### 国民党

##### 政治指導者
- 蔣介石 - 特級上将(大元帥)。国民政府主席、軍事委員会委員長
- 林森 - 国民政府主席
- 何応欽 - 国民革命軍一級上将。軍政部長兼参謀総長・抗日戦争第4戦区司令長官、中国陸軍総司令部総司令
- 張群 - 国防最高委員会秘書長、四川省政府主席
- 馮玉祥 - 国民革命軍一級上将。軍事委員会委員・国民政府委員・国民党中央常務委員
- 竜雲 - 国民革命軍一級上将。雲南省政府主席。「雲南王」
- 孔祥熙 - 中華民国財政部長、行政院長
- 張継 - 中央監察委員

##### 職業軍人
- 于学忠 - 国民革命軍二級上将。第3集団軍総司令、第5集団軍総司令、国民政府軍事参議院副院長
- 衛立煌 - 国民革命軍二級上将。抗日戦争第1戦区司令長官、中国遠征軍（中国語版）司令長官
- 閻錫山 - 国民革命軍一級上将。抗日戦争第2戦区司令長官
- 王耀武 - 国民革命軍中将。第74軍（中国語版）長、第24集団軍総司令、第4方面軍司令官
- 関麟徴 - 国民革命軍二級上将。台児荘の戦い、第一次長沙会戦（中国語版）などで活躍
- 高志航 - 空軍上校。中華民国空軍指揮官、エース・パイロット
- 顧祝同 - 国民革命軍二級上将。抗日戦争第3戦区司令長官
- 胡宗南 - 国民革命軍中将。抗日戦争第1戦区司令長官。国民党三大派閥の首領
- 薩師俊（中国語版） - 海軍中校。中山艦艦長
- 石友三 - 国民革命軍中将。第10軍団軍団長、冀察戦区副司令兼察哈爾省政府主席。馮玉祥配下の「十三太保」の1人
- 朱紹良 - 国民革命軍二級上将。第9集団軍総司令、抗日戦争第8戦区司令長官
- 周至柔 - 陸軍中将。中華民国空軍総司令
- 薛岳 - 国民革命軍二級上将。抗日戦争第9戦区司令長官
- 鄭洞国 - 国民革命軍中将。新編第1軍（中国語版）長、インド遠征軍副司令官
- 孫震 - 国民革命軍二級上将。第22集団軍総司令、抗日戦争第5戦区副司令長官
- 孫立人 - 国民革命軍二級上将。新38師（中国語版）長、新編第1軍（中国語版）長。「東洋のロンメル」
- 戴安瀾（中国語版） - 国民革命軍中将。第200師（英語版）長
- 戴笠 - 国民革命軍少将。軍事委員会調査統計局副局長
- 鈕先銘 - 国民革命軍上校。南京大虐殺証言者
- 張治中 - 国民革命軍二級上将。長沙大火責任者
- 張自忠 - 国民革命軍中将。台児荘の戦い、随棗会戦などで活躍
- 張霊甫 - 国民革命軍二級上将。上高会戦、湘西会戦などで活躍
- 陳紹寛 - 海軍一級上将。中華民国海軍総司令
- 陳策（中国語版） - 海軍二級上将。「独脚将軍」
- アーサー・チン - 空軍少校。エース・パイロット
- 陳誠 - 国民革命軍一級上将。抗日戦争第9戦区司令長官、中国遠征軍司令長官。国民党三大派閥土木系（中国語版）の首領
- 謝晋元（中国語版） - 国民革命軍上校。四行倉庫の戦いなどで活躍
- 杜聿明 - 国民革命軍中将。第5軍（中国語版）長、中国遠征軍副司令長官、第5集団軍総司令
- 湯恩伯 - 国民革命軍二級上将。第1戦区副司令長官兼四省辺区総司令。国民党三大派閥の首領
- 唐生智 - 国民革命軍一級上将。南京防衛戦総指揮官
- 白崇禧 - 国民革命軍一級上将。国民政府軍事委員会（中国語版）副参謀総長・軍訓部部長。「小諸葛亮」
- 傅作義 - 抗日戦争第8戦区副司令長官、抗日戦争第12戦区（中国語版）司令長官
- 何柱国（中国語版） - 国民革命軍中将。騎兵第2軍長
- 馬占山 - 東北挺進軍総司令。「東洋のナポレオン」
- 李宗仁 - 国民革命軍一級上将。抗日戦争第5戦区司令長官
- 李弥 - 国民革命軍中将。松山会戦で活躍
- 劉粋剛 - 空軍上尉。エース・パイロット。「紅武士」「空の趙雲子龍」
- 柳哲生 - 空軍上尉。エース・パイロット
- 廖耀湘（中国語版） - 国民革命軍中将。新22師長、新編第6軍（英語版）長
- 盧漢 - 国民革命軍二級上将。第60軍（中国語版）長、第1集団軍総司令
- 王光復 - 空軍少校。王光美の兄、エース・パイロット

##### 軍事顧問
- アレクサンダー・フォン・ファルケンハウゼン - 在華ドイツ軍事顧問団長、ドイツ軍大将
- クレア・リー・シェンノート - 中華民国軍航空参謀長
- パーヴェル・ルイチャゴフ - ソ連空軍志願隊総指揮官

#### 共産党

##### 政治指導者
- 毛沢東 - 中国共産党初代中央委員会主席
- 周恩来 - 国民革命軍中将。中国共産党中央委員、中央政治局委員

##### 職業軍人
- 賀龍 - 国民革命軍中将。晋綏軍区参謀
- 朱徳 - 国民革命軍二級上将。八路軍総司令
- 徐向前 - 国民革命軍少将。陝甘寧晋綏連防軍副司令員、抗日軍政大学校長代理
- 粟裕 - 国民革命軍少将。新四軍第1師師長
- 陳毅 - 国民革命軍少将。新4軍軍長兼山東軍区司令員
- 鄧小平 - 八路軍政治部副主任
- 彭徳懐 - 国民革命軍中将。八路軍副総指揮官、党中央政治局委員
- 葉剣英 - 国民革命軍中将。中国共産党中央革命軍事委員会参謀長
- 劉少奇 - 新4軍政治委員、中国共産党中央革命軍事委員会副主席
- 劉伯承 - 国民革命軍中将。八路軍129師師長。「川中名将」
- 林彪 - 国民革命軍中将。八路軍115師師長、中共中央党校副校長

##### 軍事顧問
- オットー・ブラウン

#### その他
- 黄炎培 - 中国民主同盟指導者